# Biserica de lemn din Sântă Măria

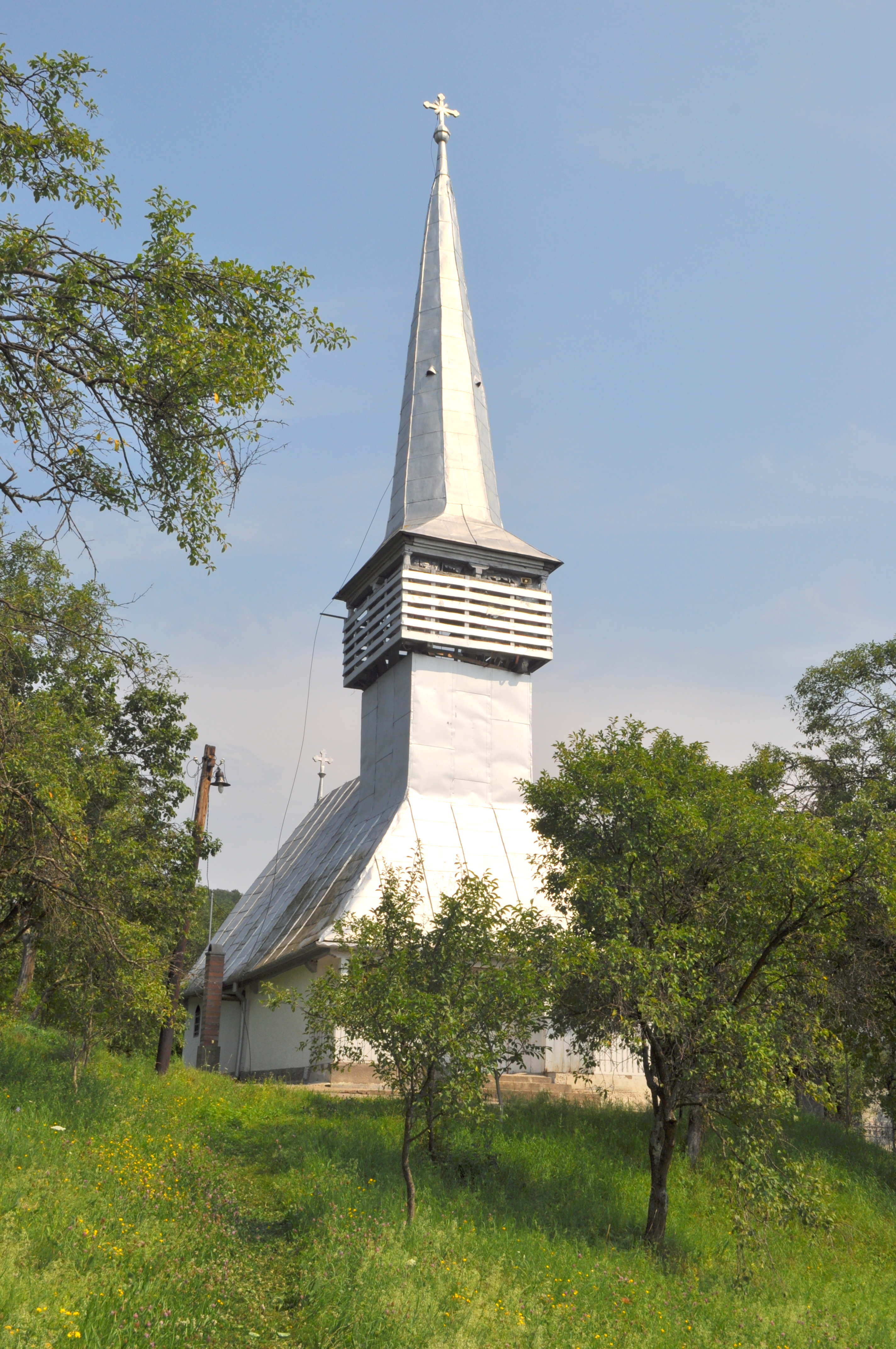
Biserica de lemn din Sântă Măria, foto: iulie 2015.

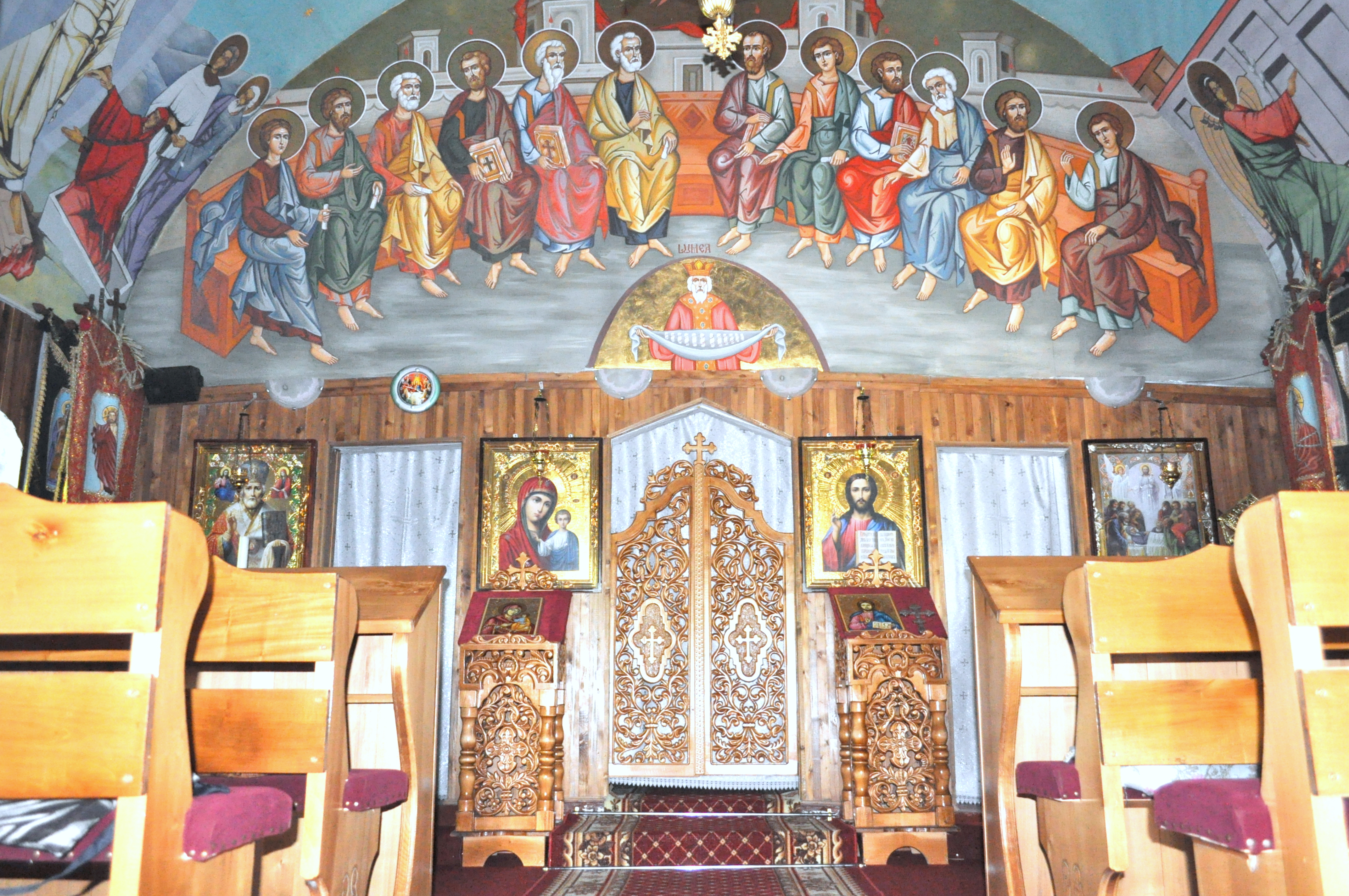
Iconostasul bisericii de lemn din Sântă Maria

Biserica de lemn din Sântă Măria se află în localitatea omonimă din județul Sălaj și datează din anul 1857. Biserica nu se află pe noua listă a monumentelor istorice, deși este reprezentativă pentru mijlocul secolului XIX.

## Istoric și trăsături
Biserica de lemn din Sântă Maria a fost construită în anul 1857, an însemnat pe ușorul drept al ancadramentului ușii de la intrare. A fost ridicată pe fundație de piatră și are dimensiunile 16x6 m, iar înălțimea atinge 25 m. Absida altarului este decroșată, poligonală, cu cinci laturi. Biserica este tencuită în exterior, iar pictura interioară, de dată recentă, a fost executată de pictorul Pavel Dumitru, din Oradea, în perioada 1999-2001.

## Imagini din exterior

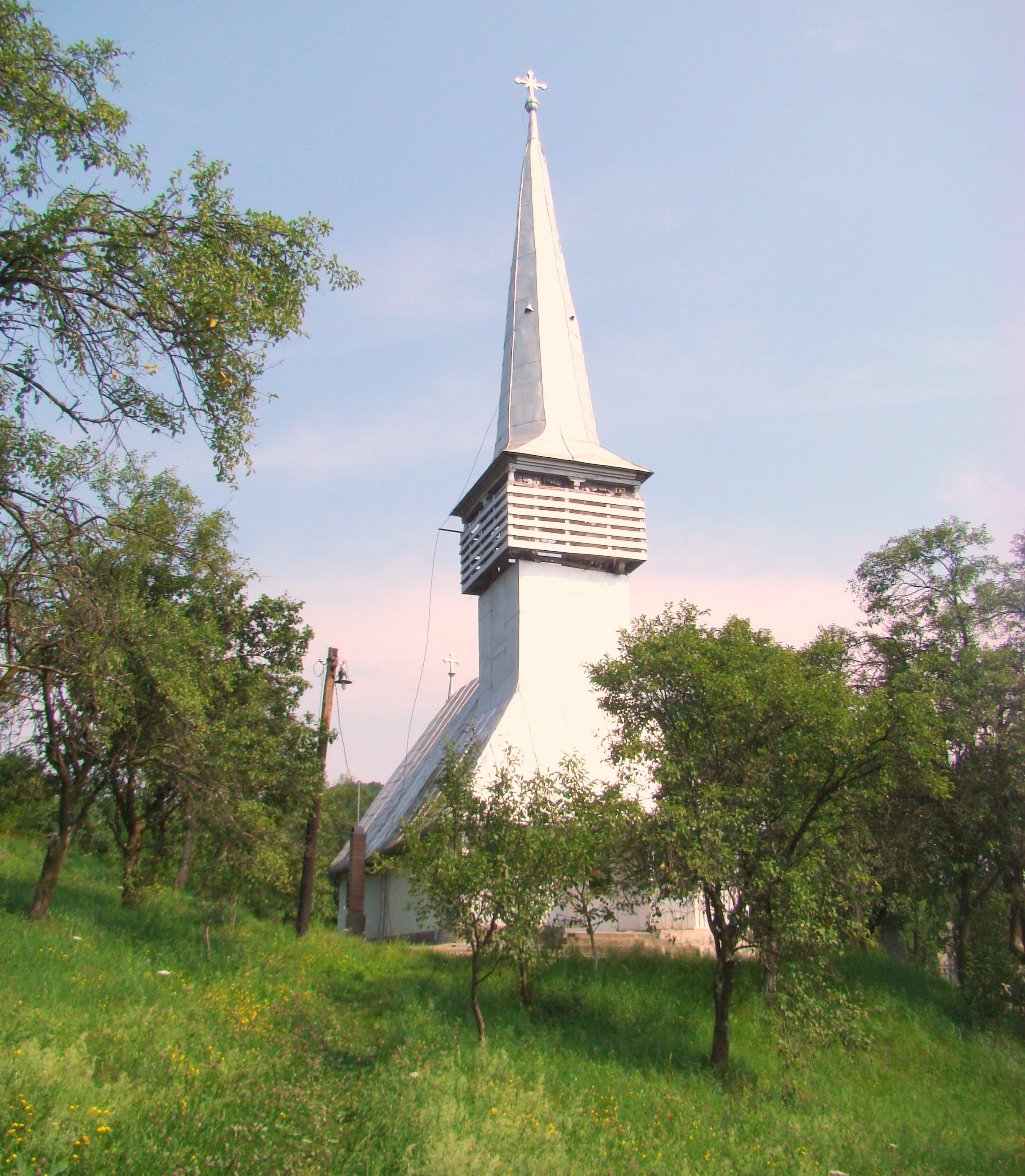
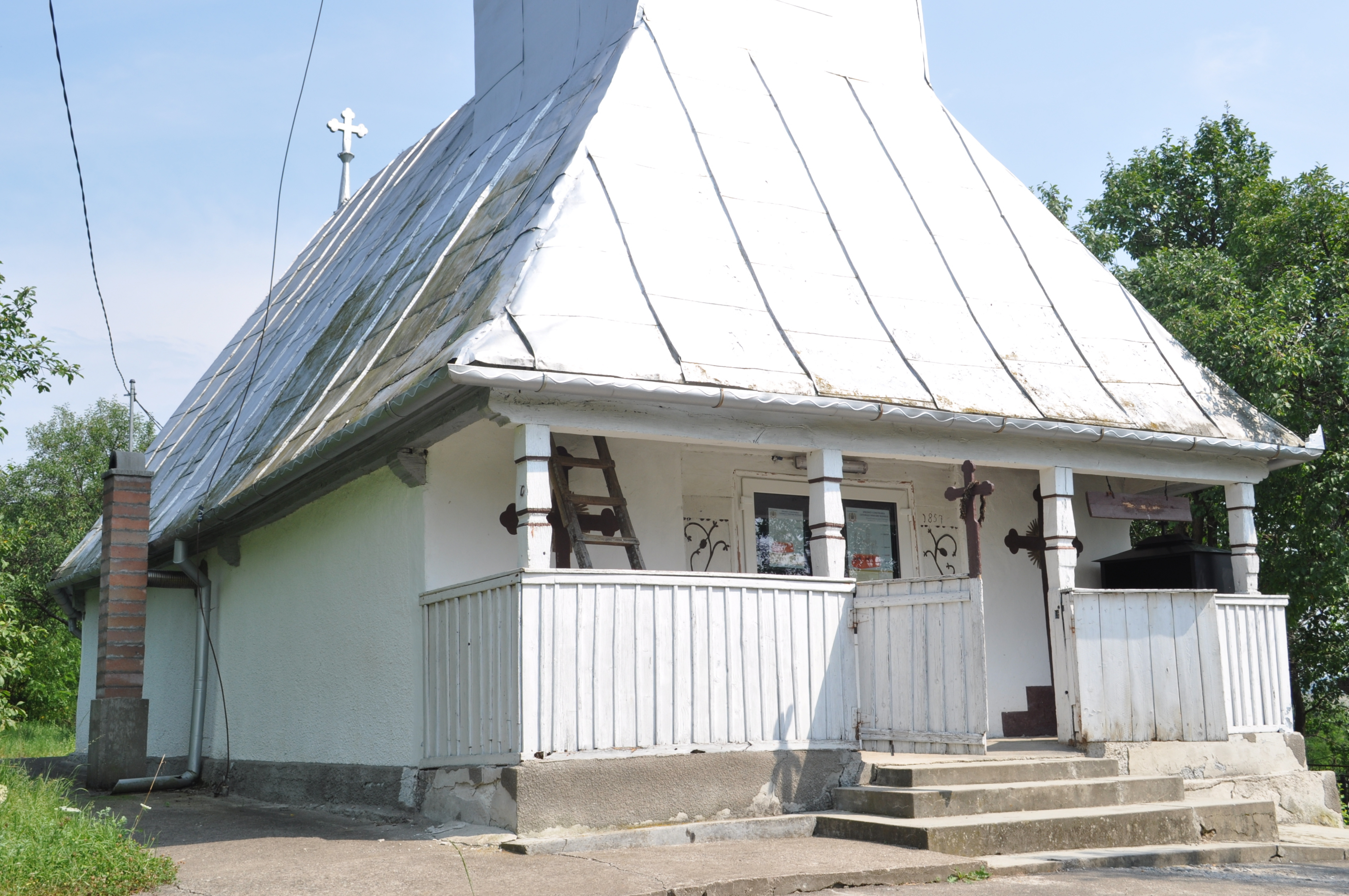
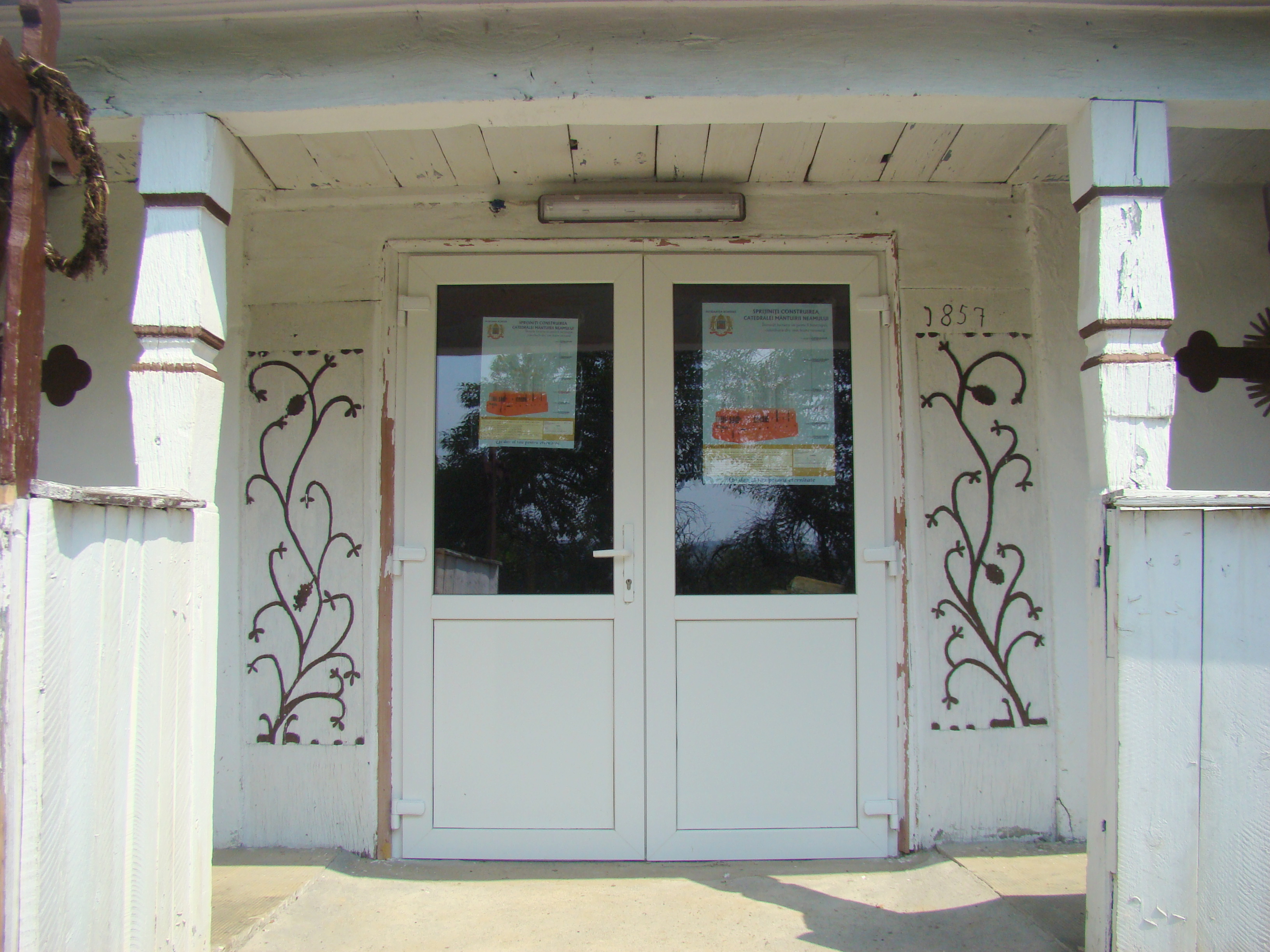
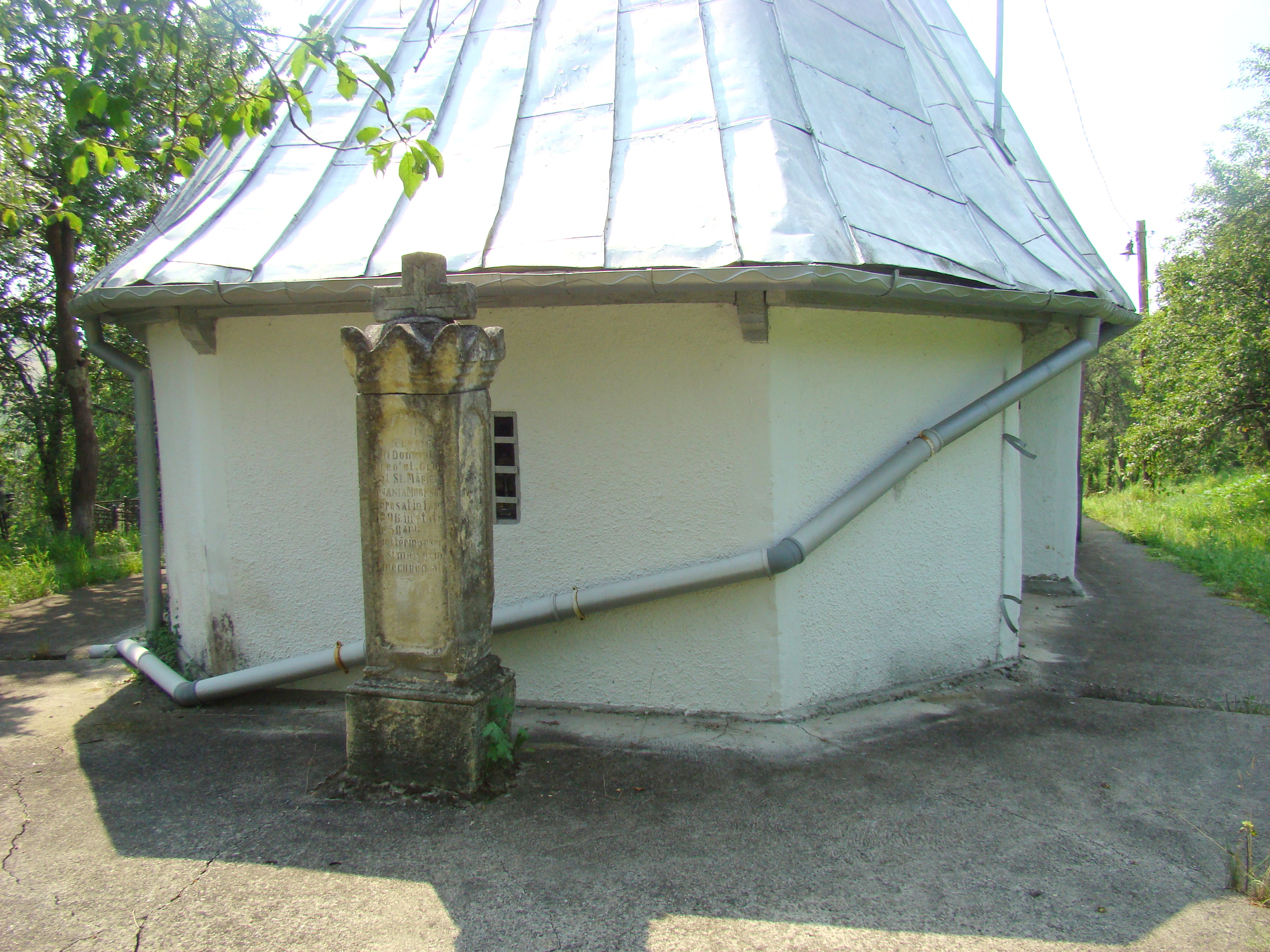
Absida altarului
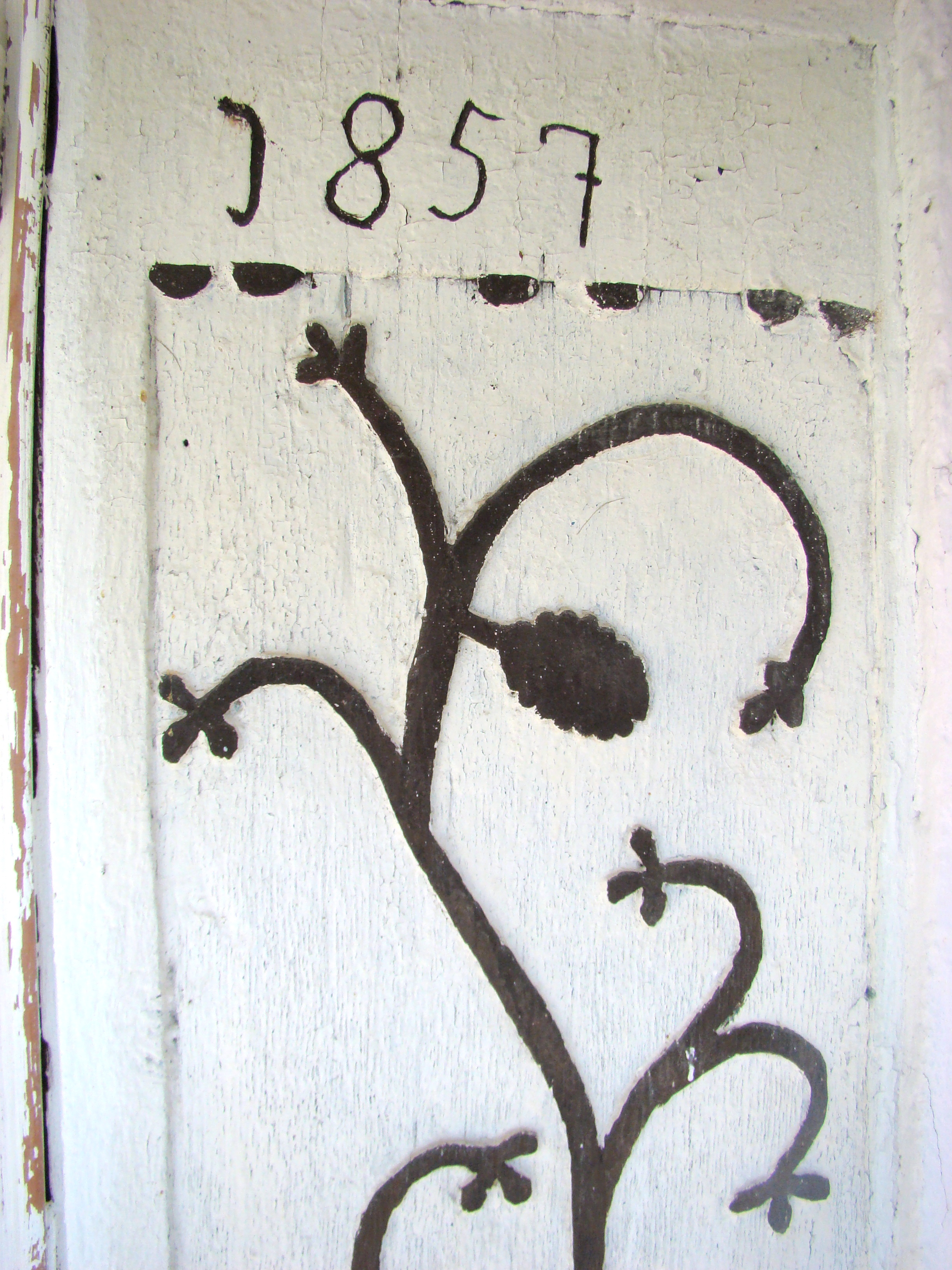
Anul construirii bisericii, 1857, însemnat pe ușorul drept al portalului de la intrare.
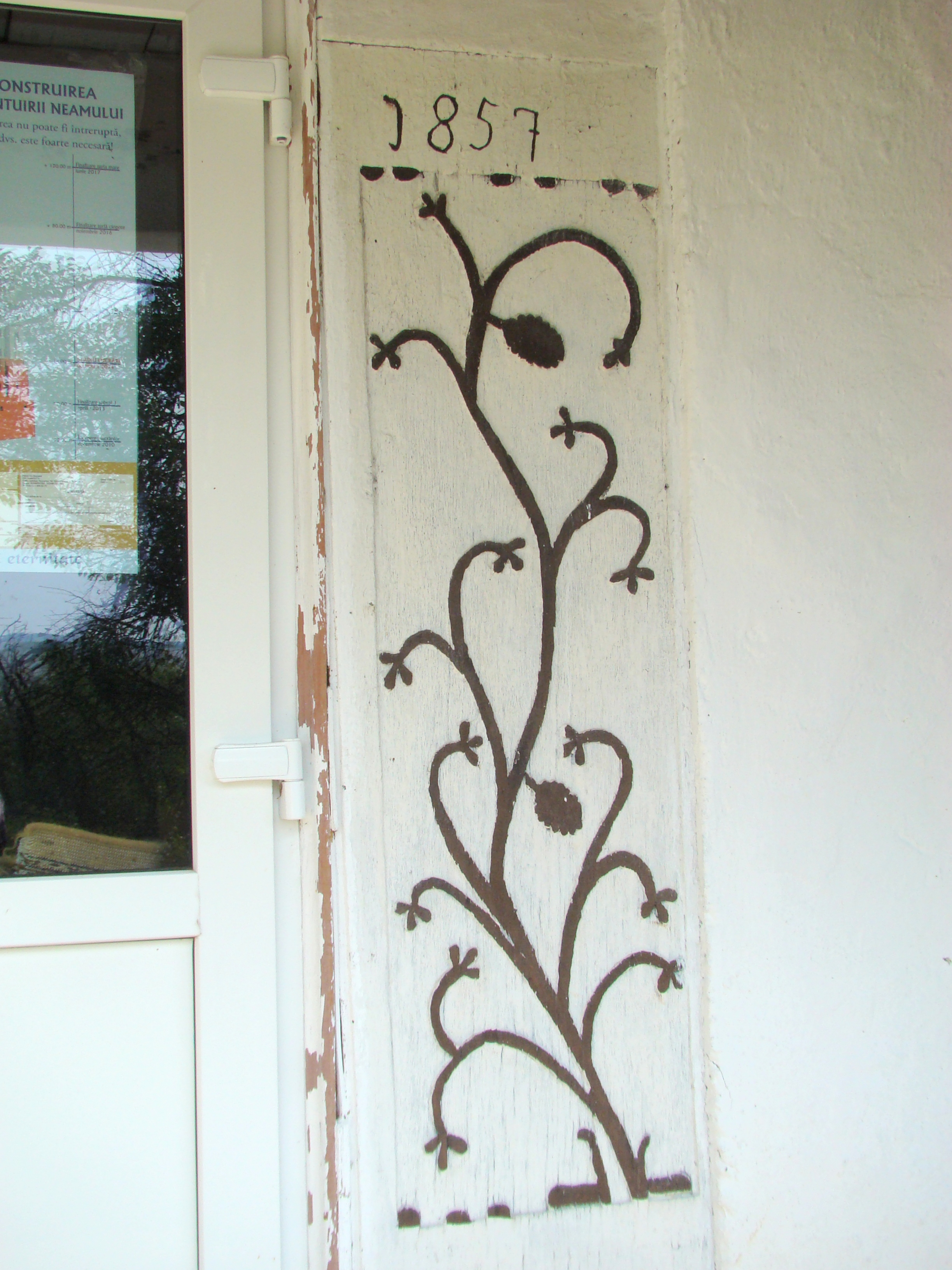
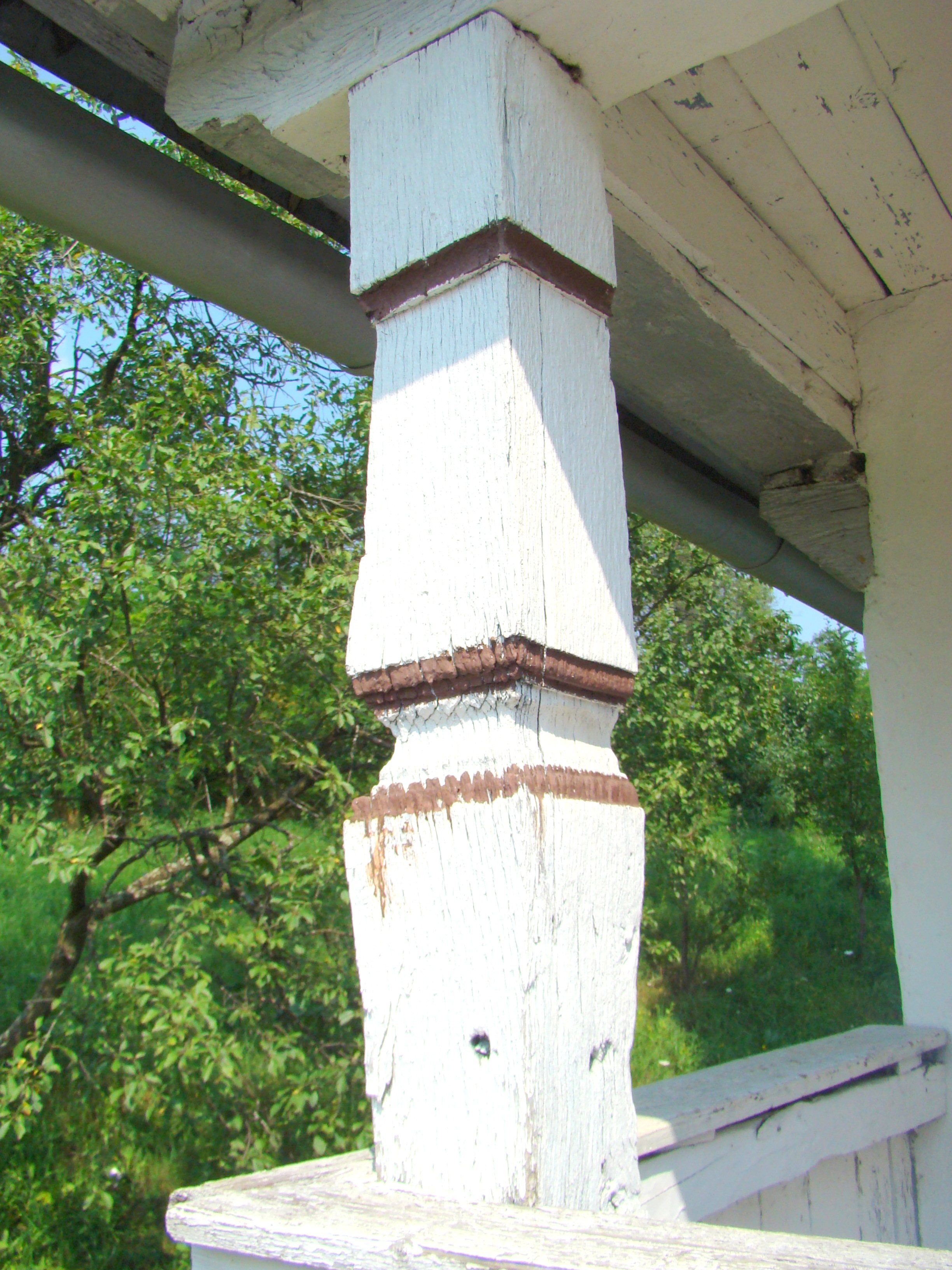
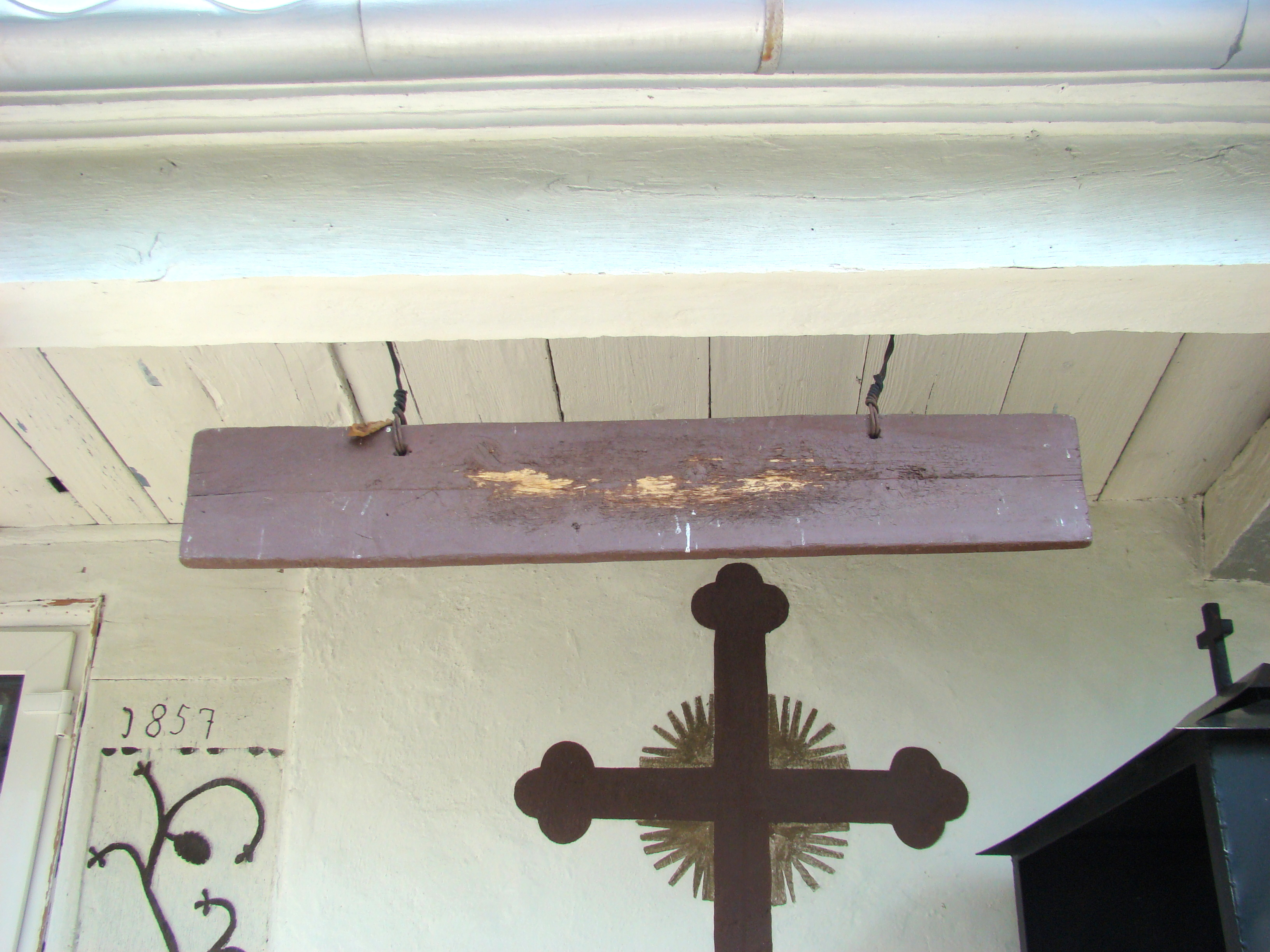
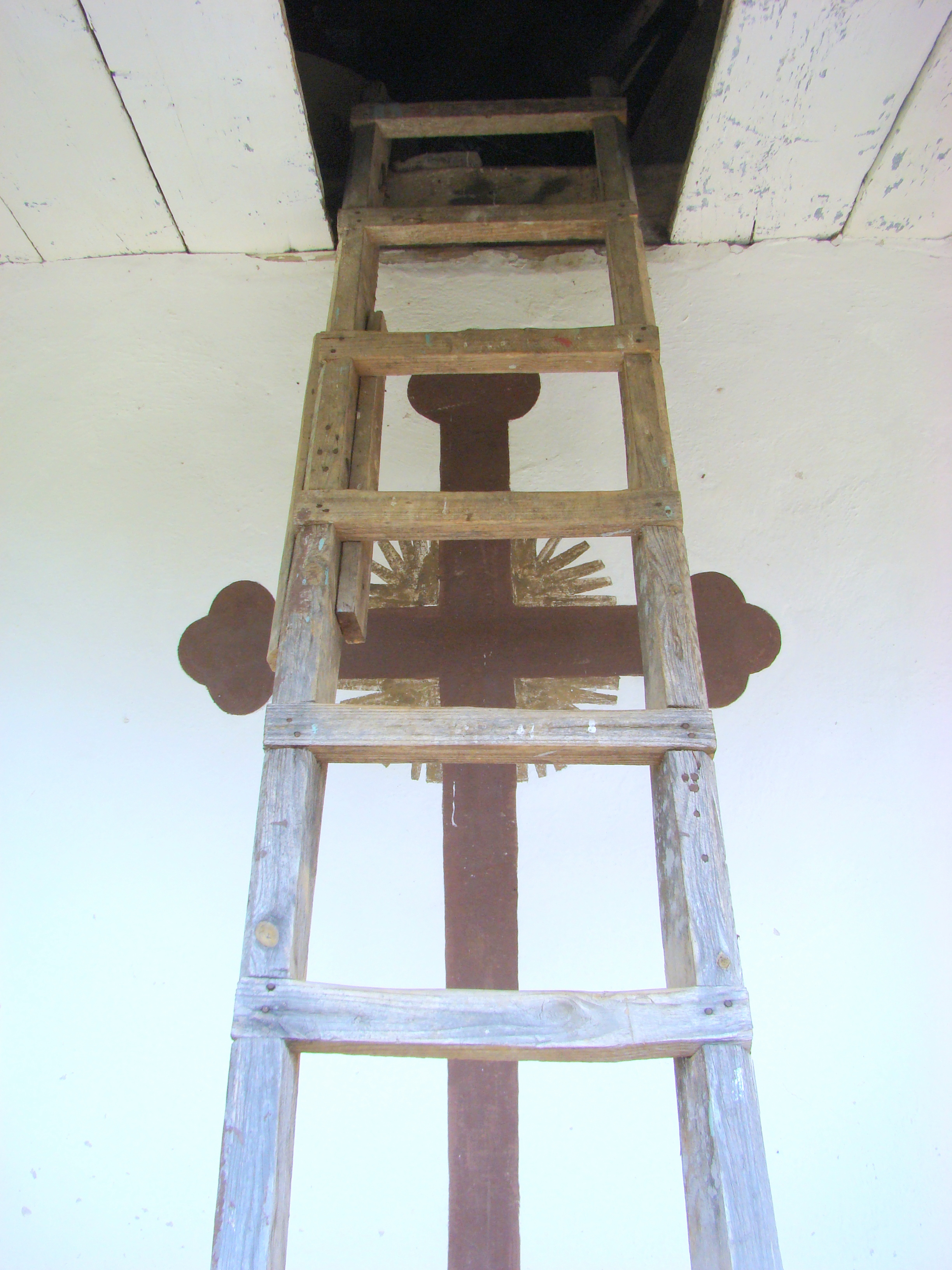
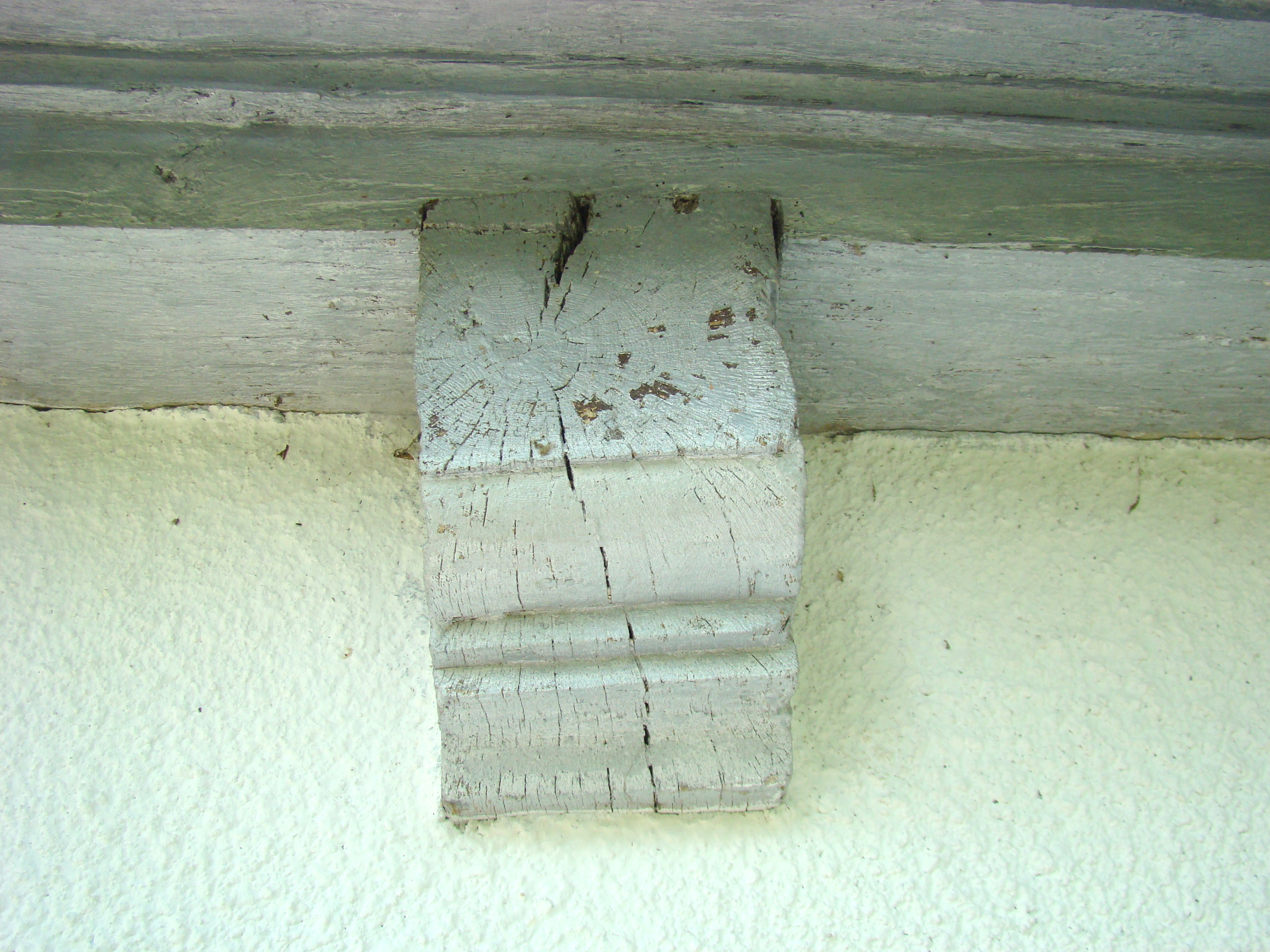
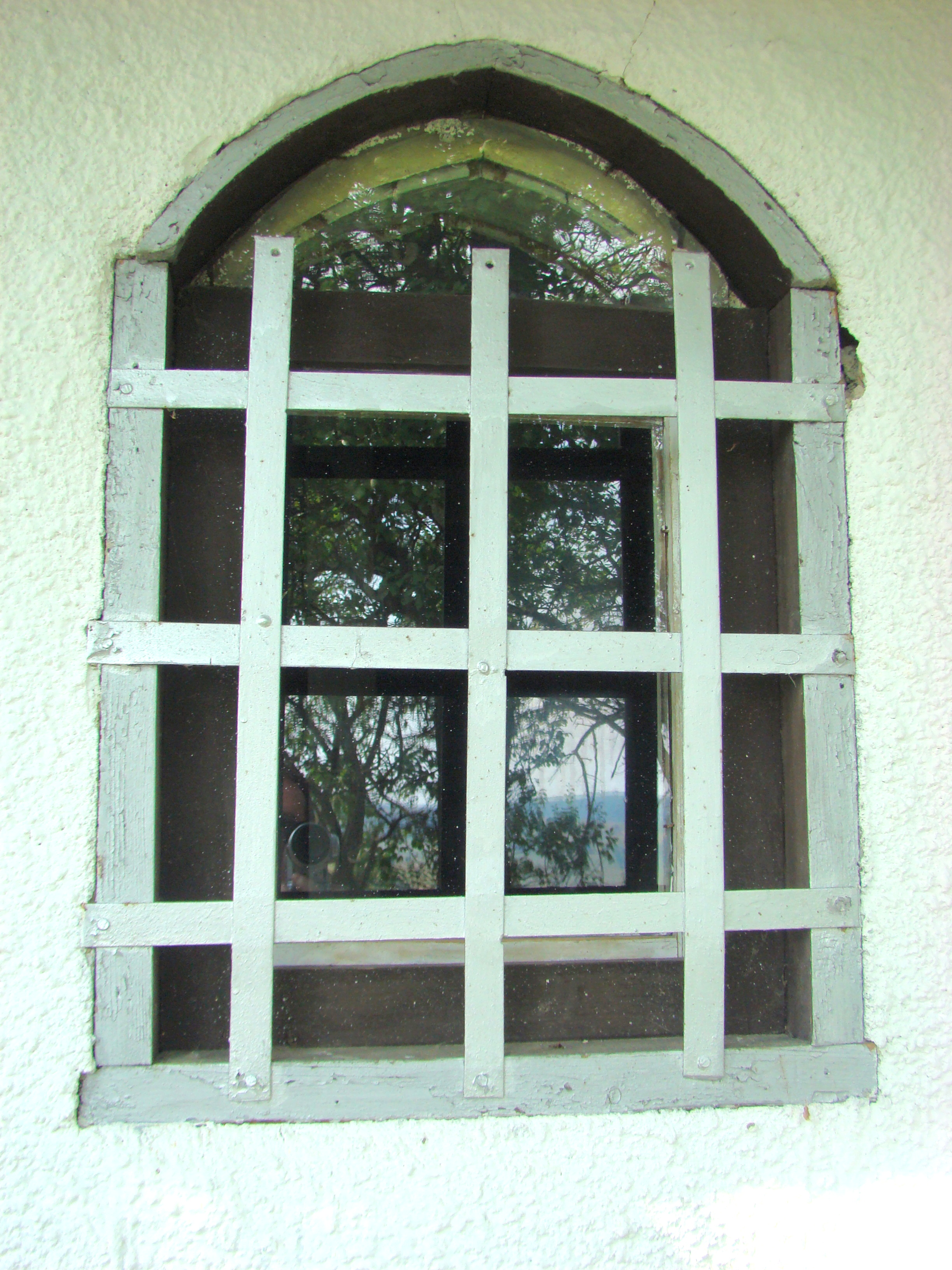
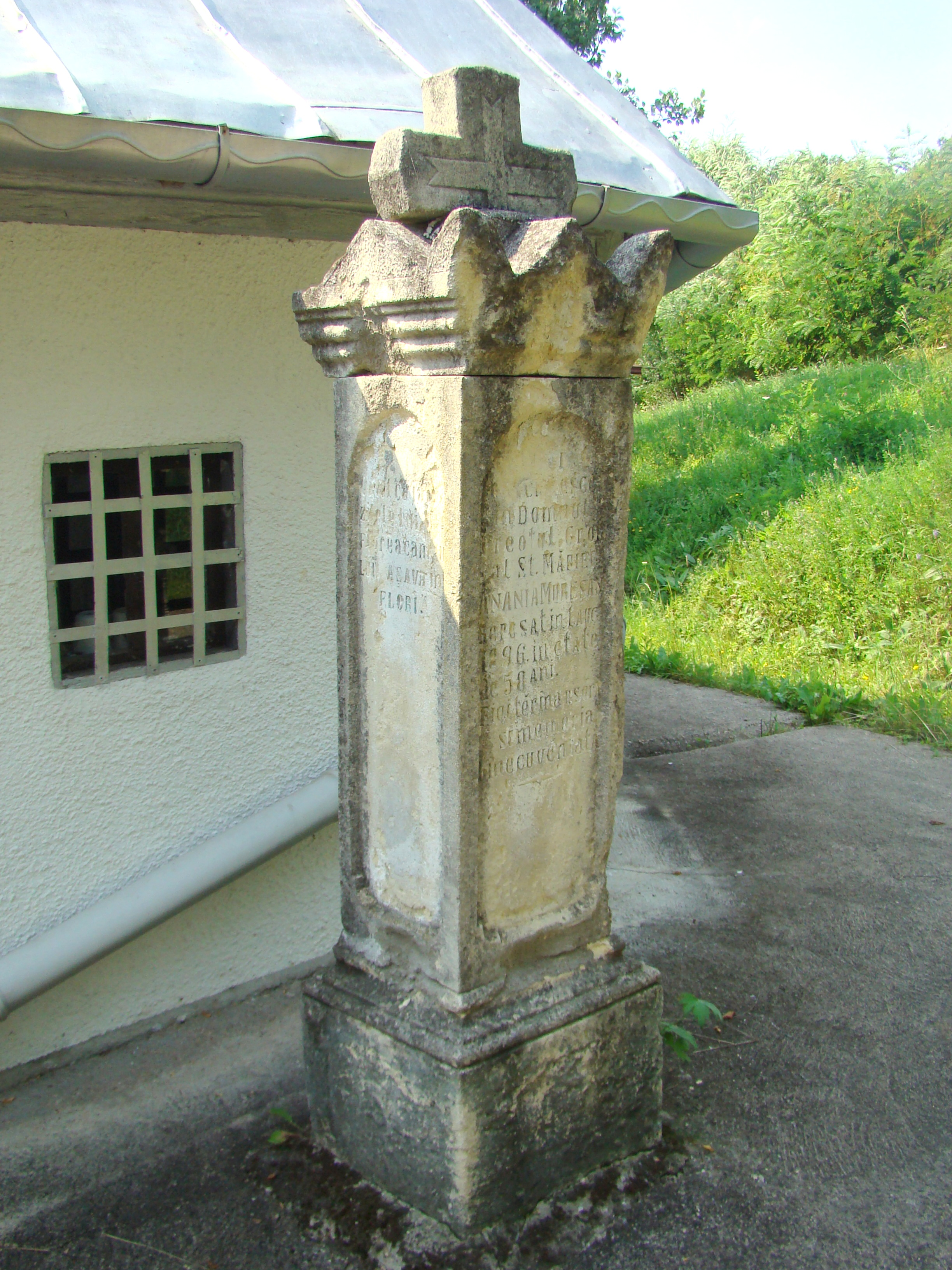
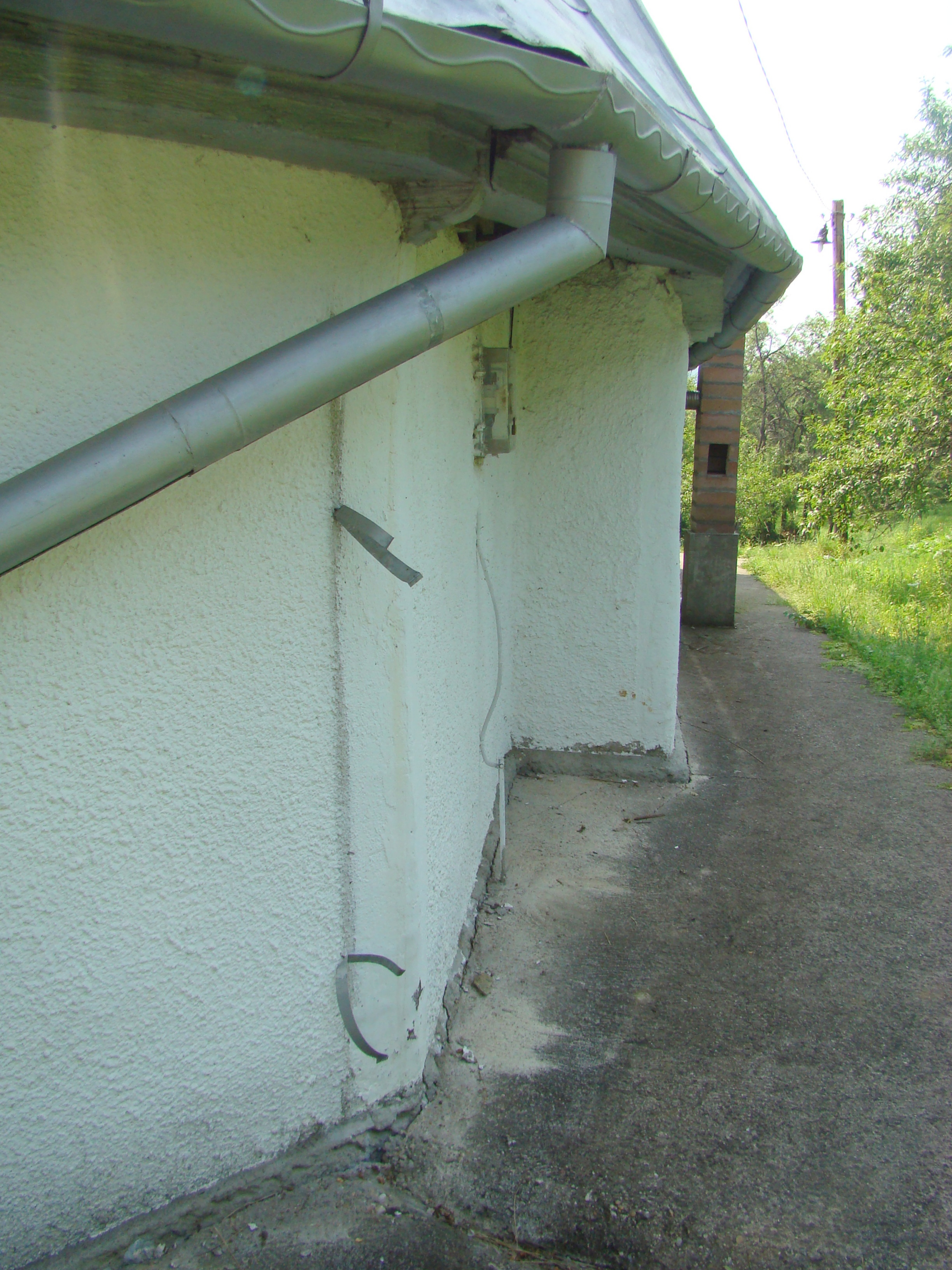
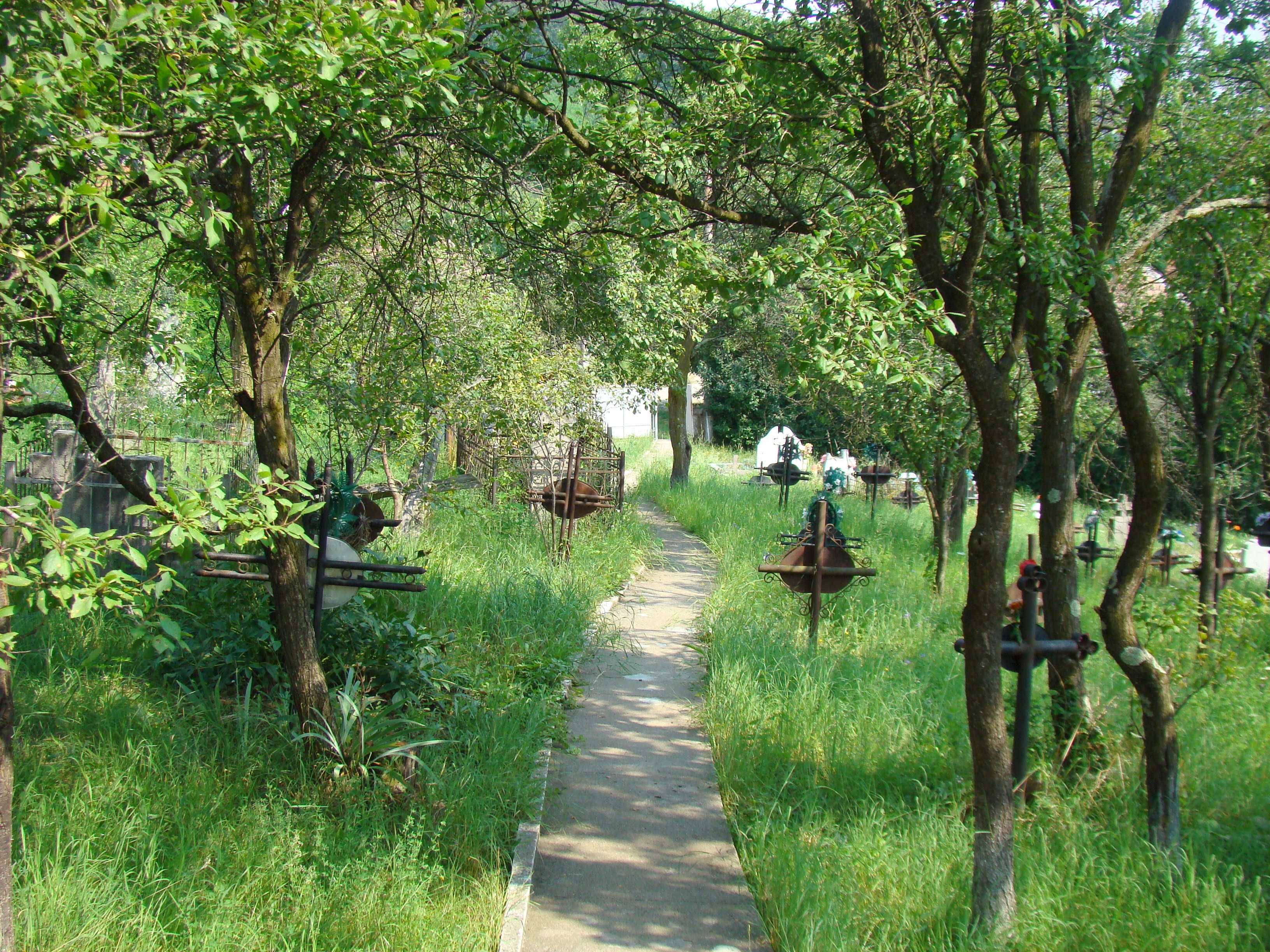
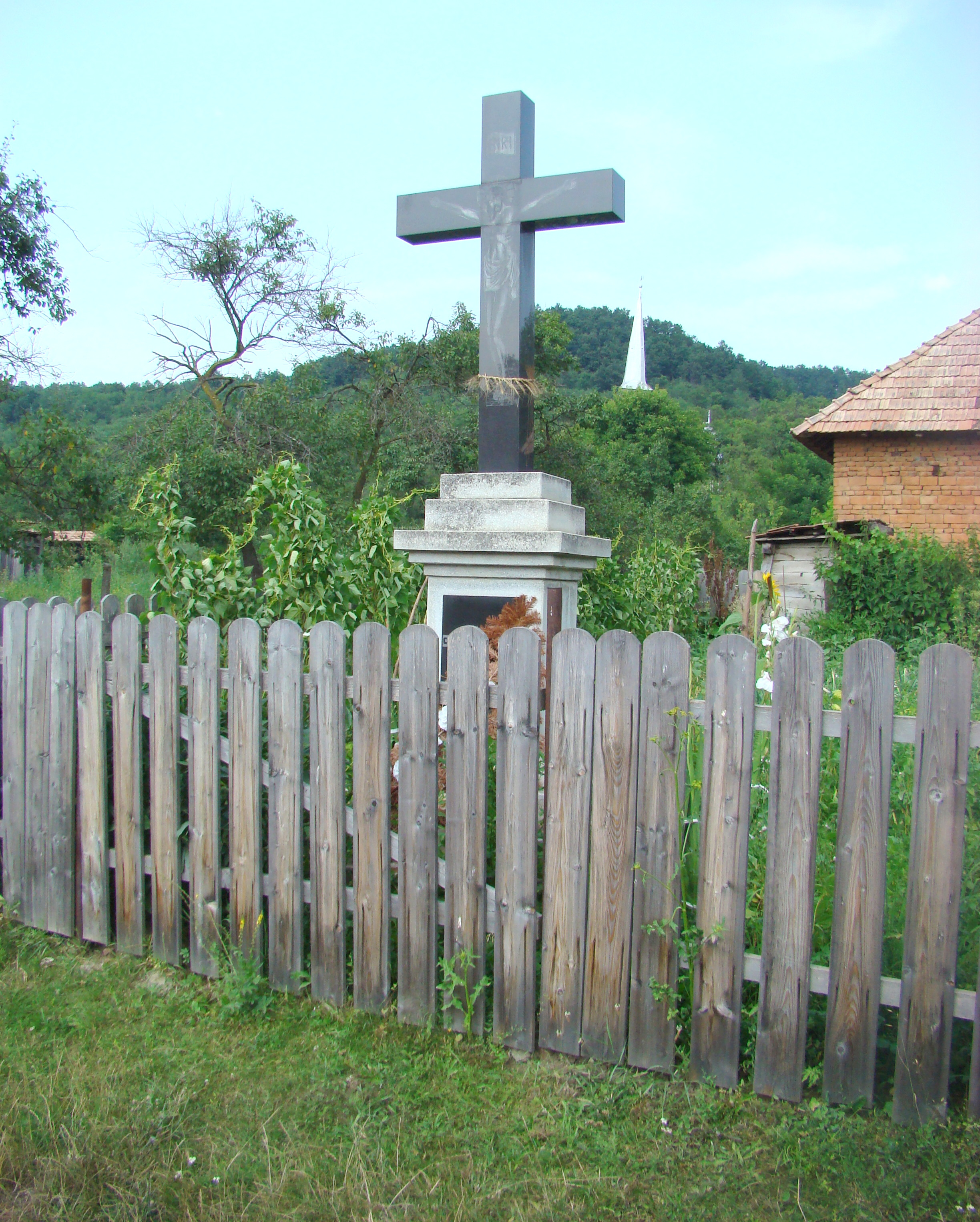
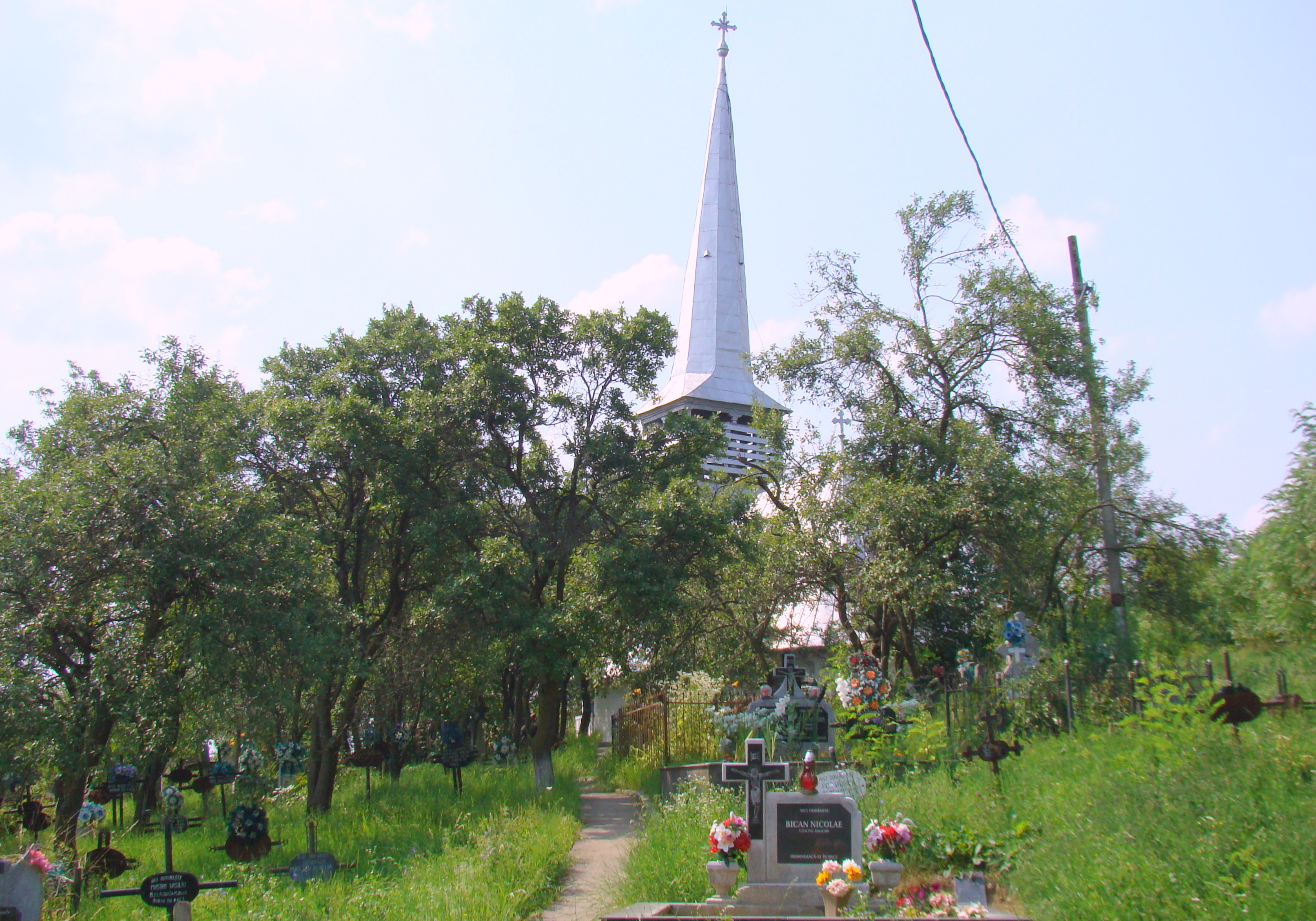

## Imagini din interior

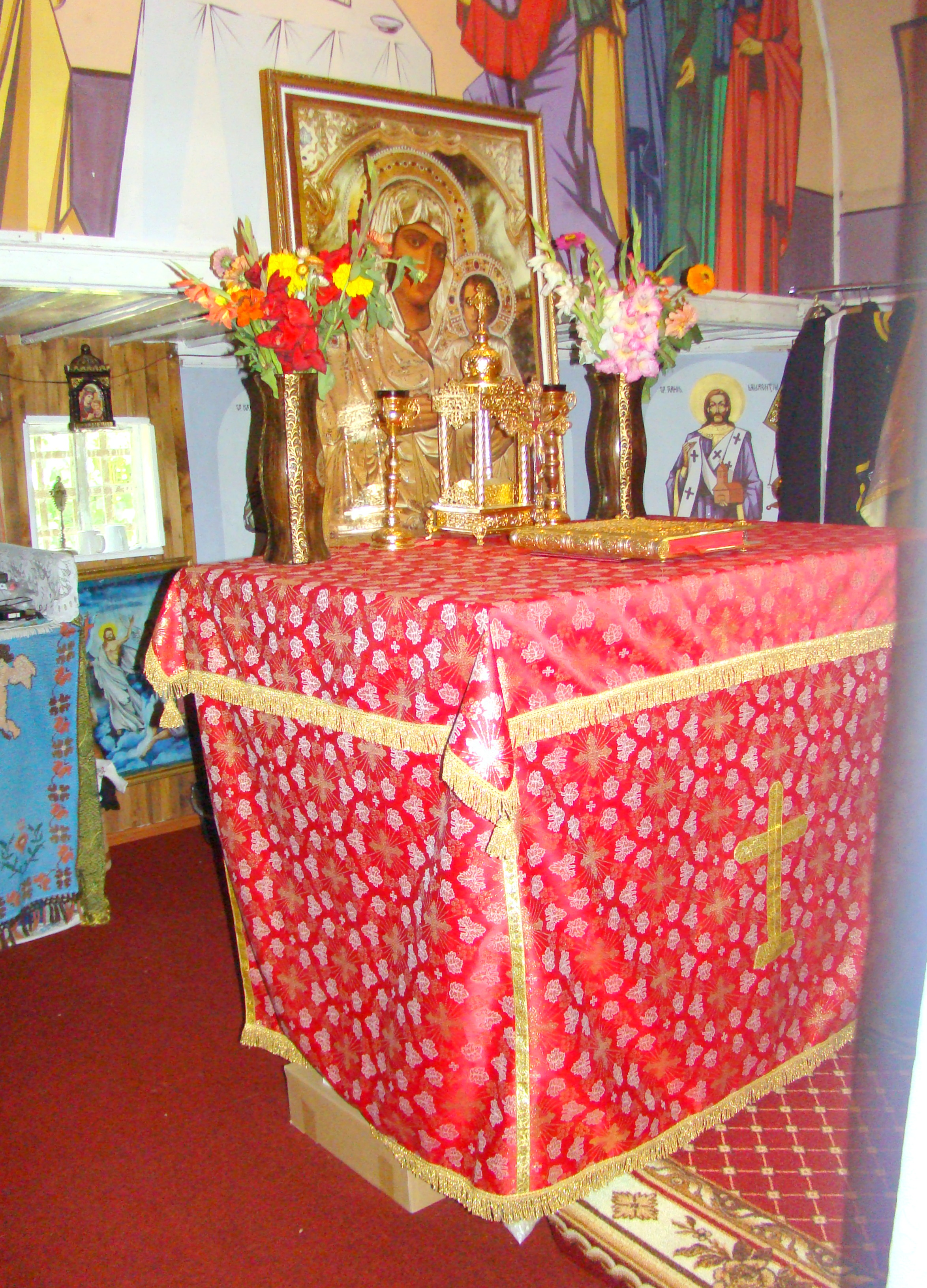
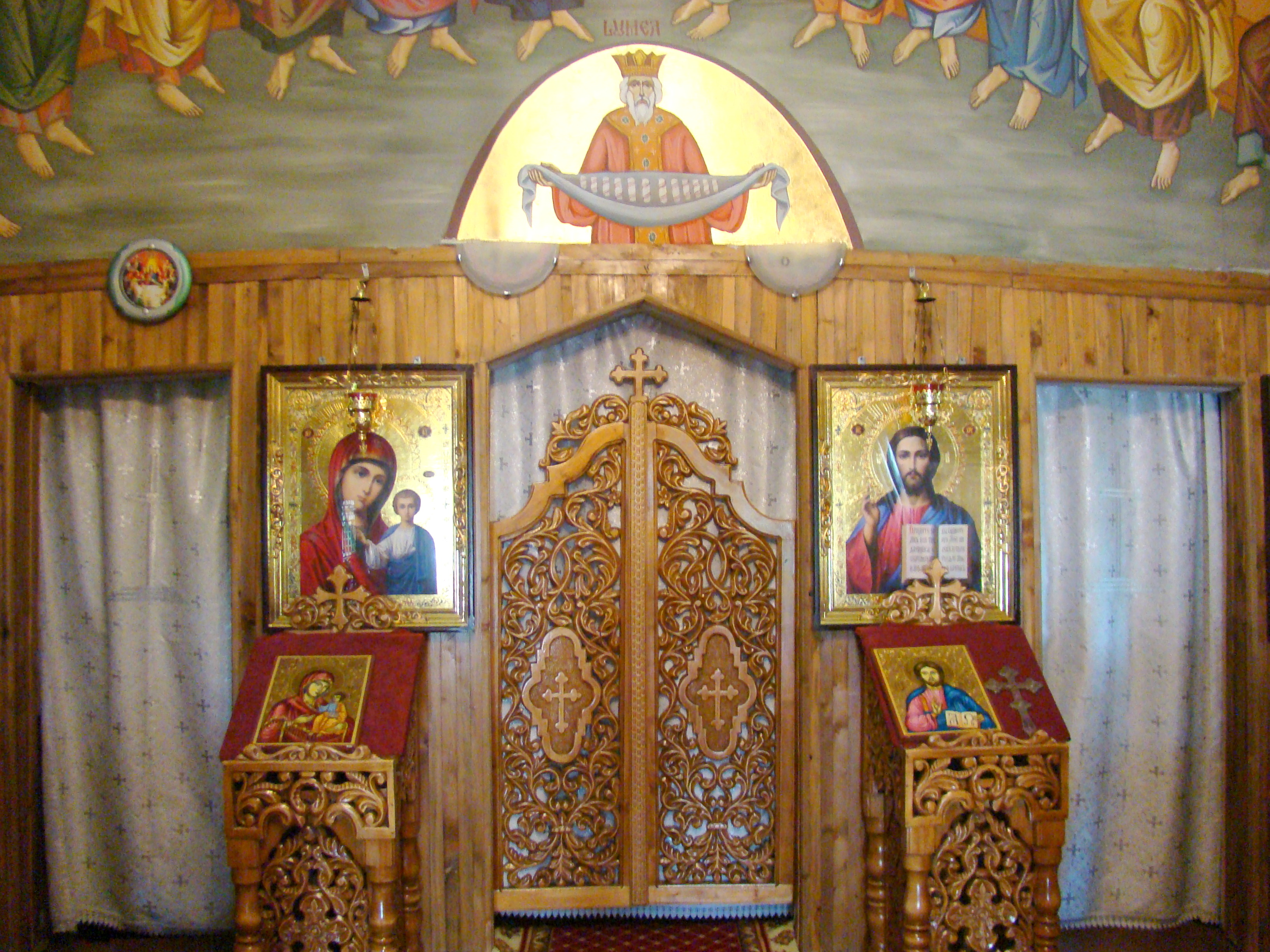
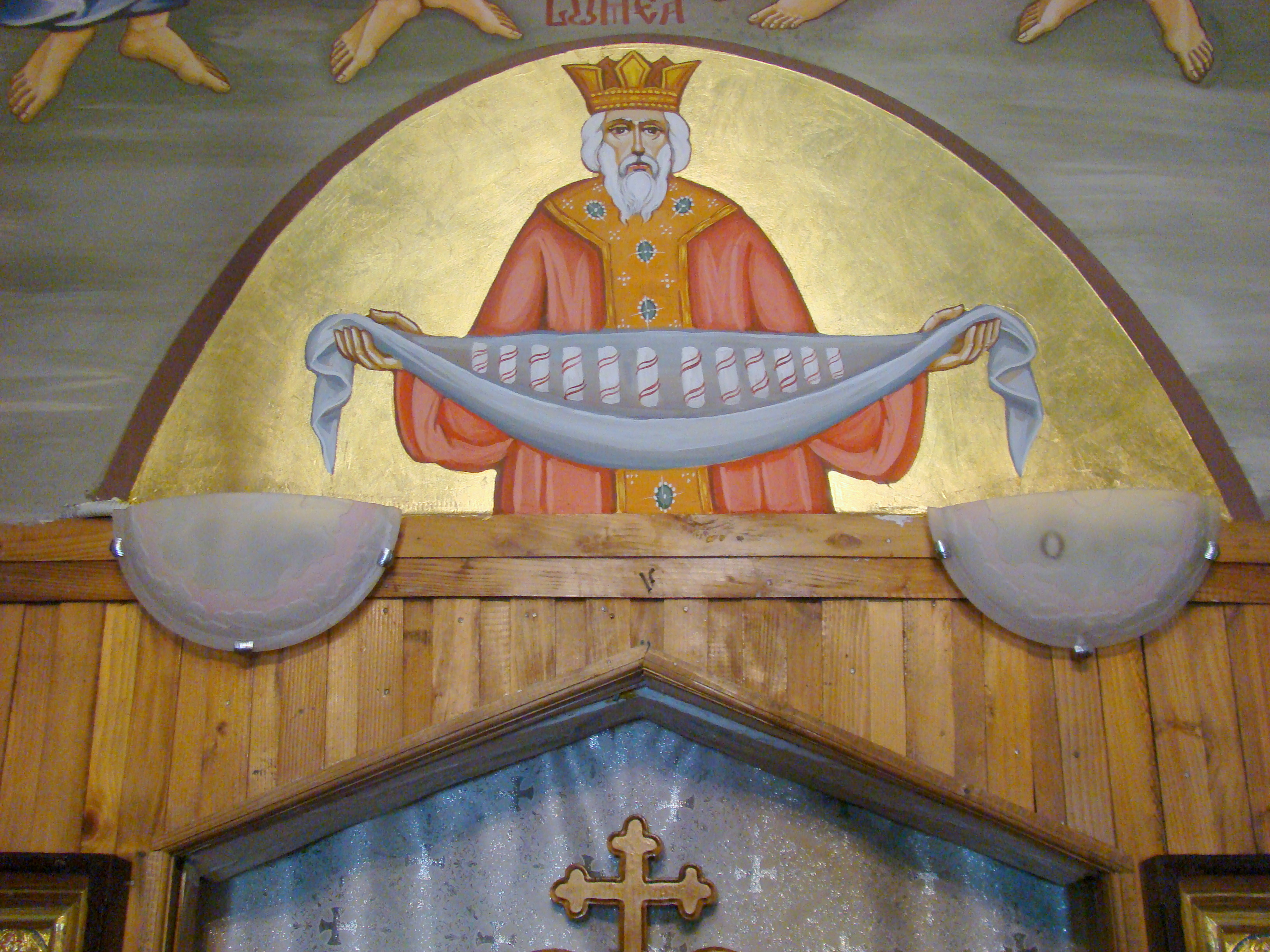
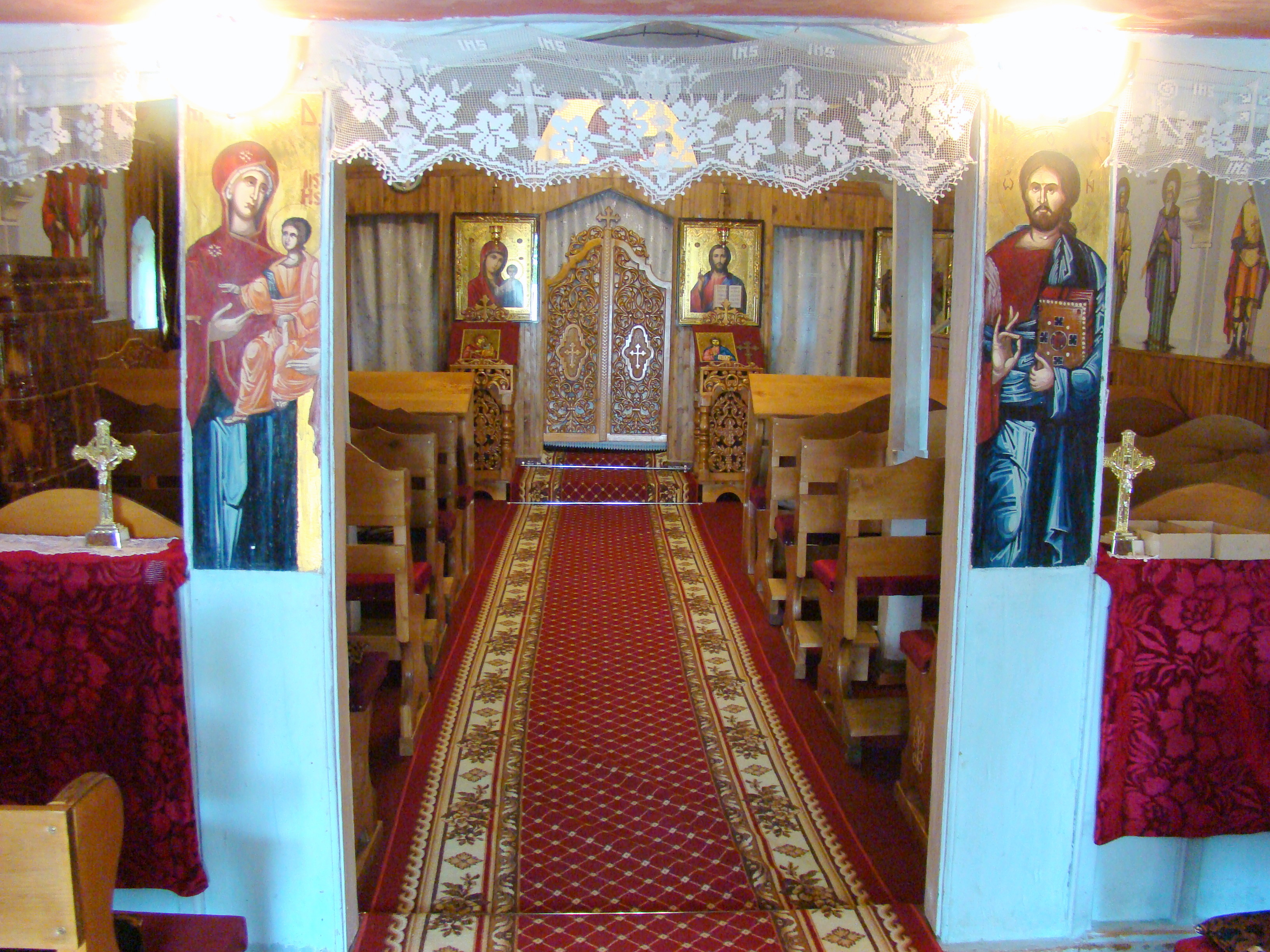
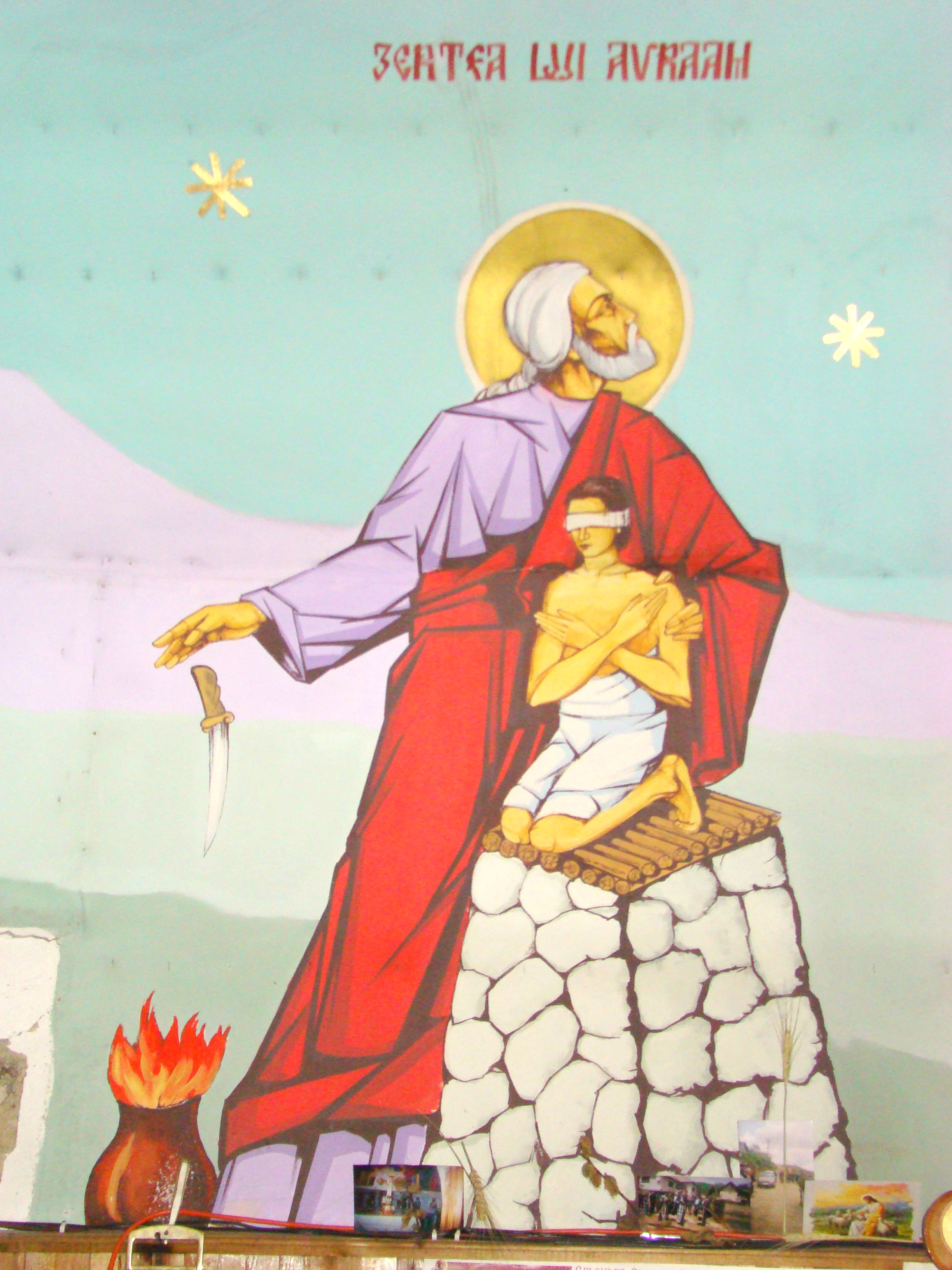
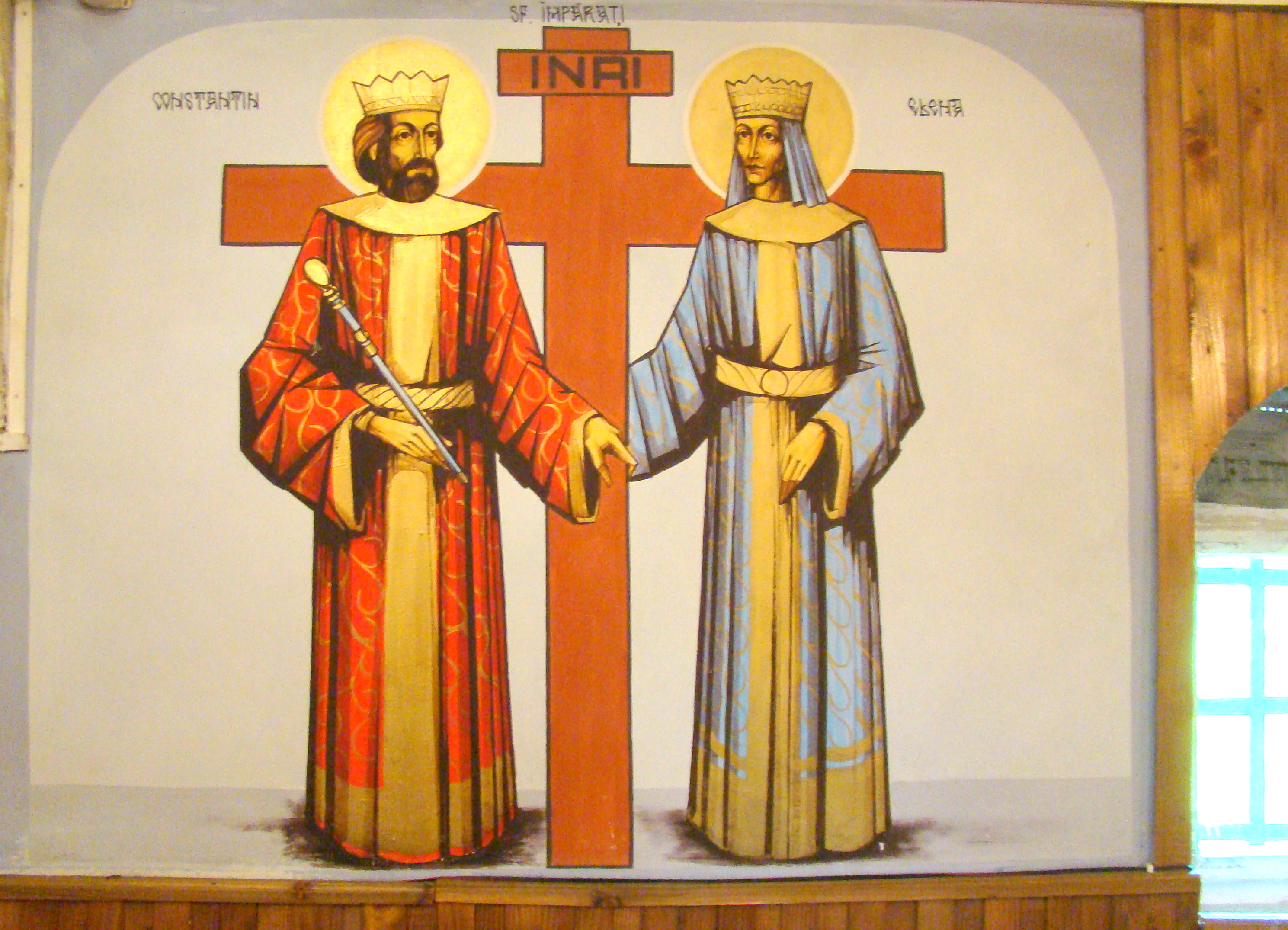
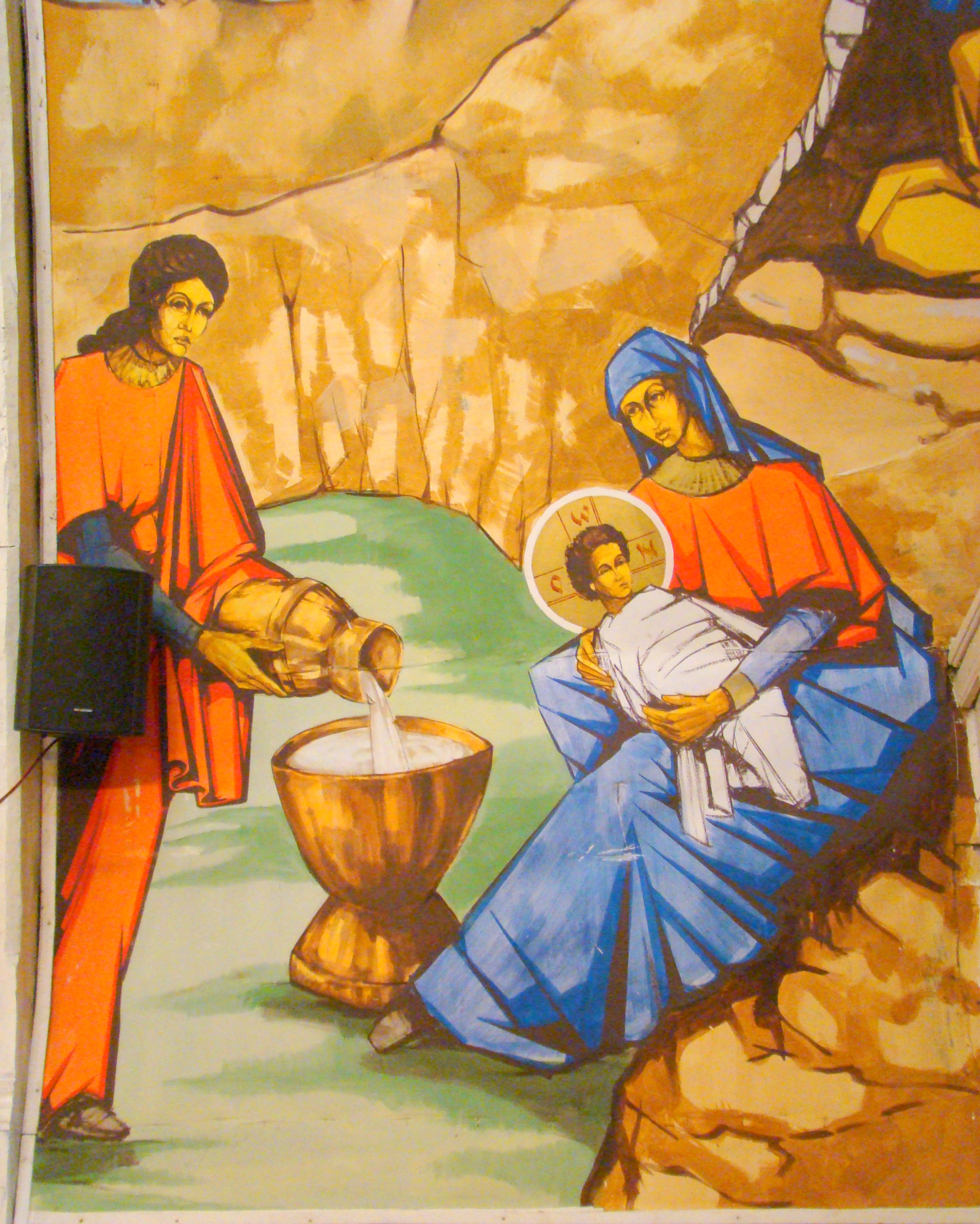
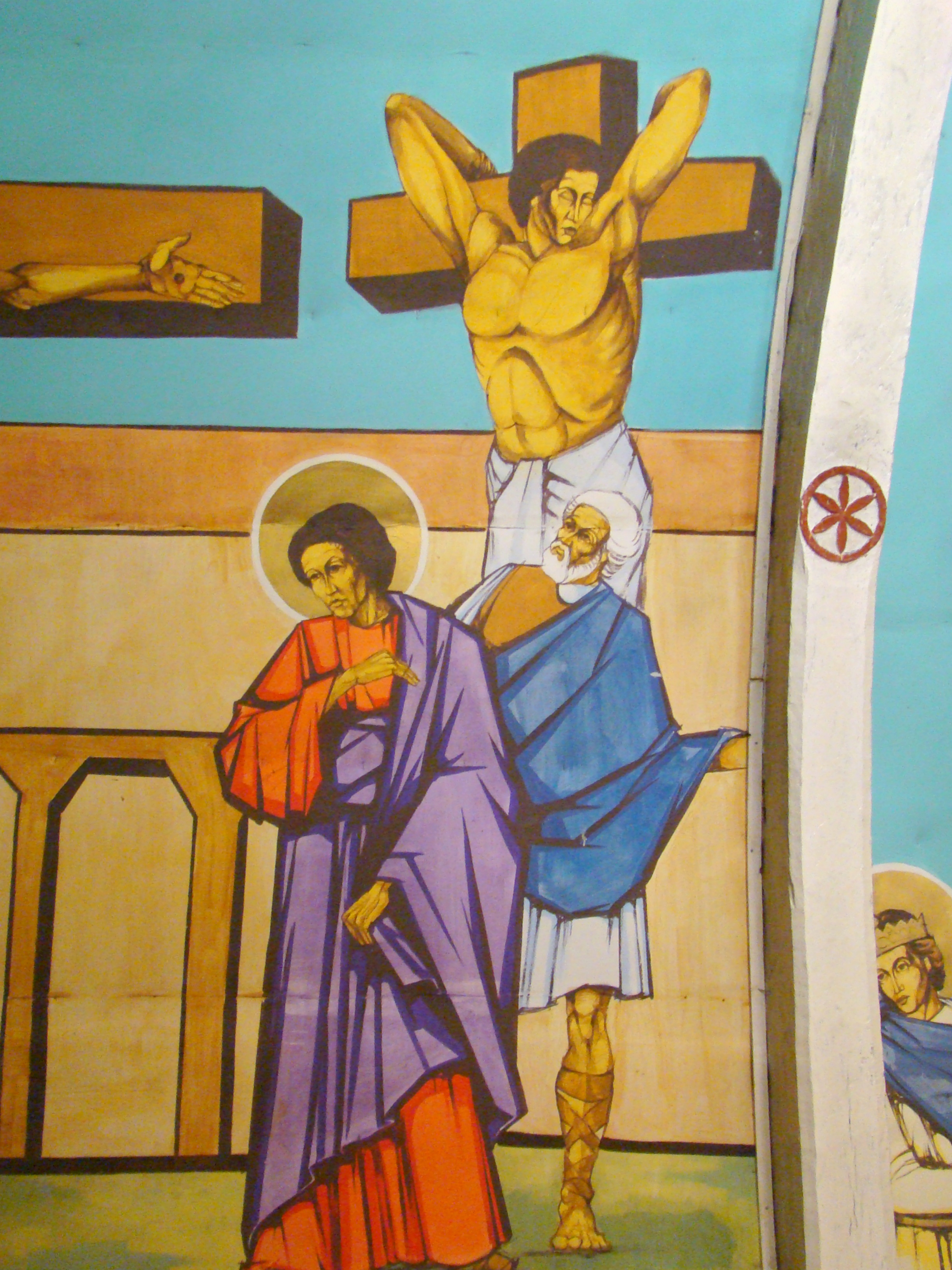
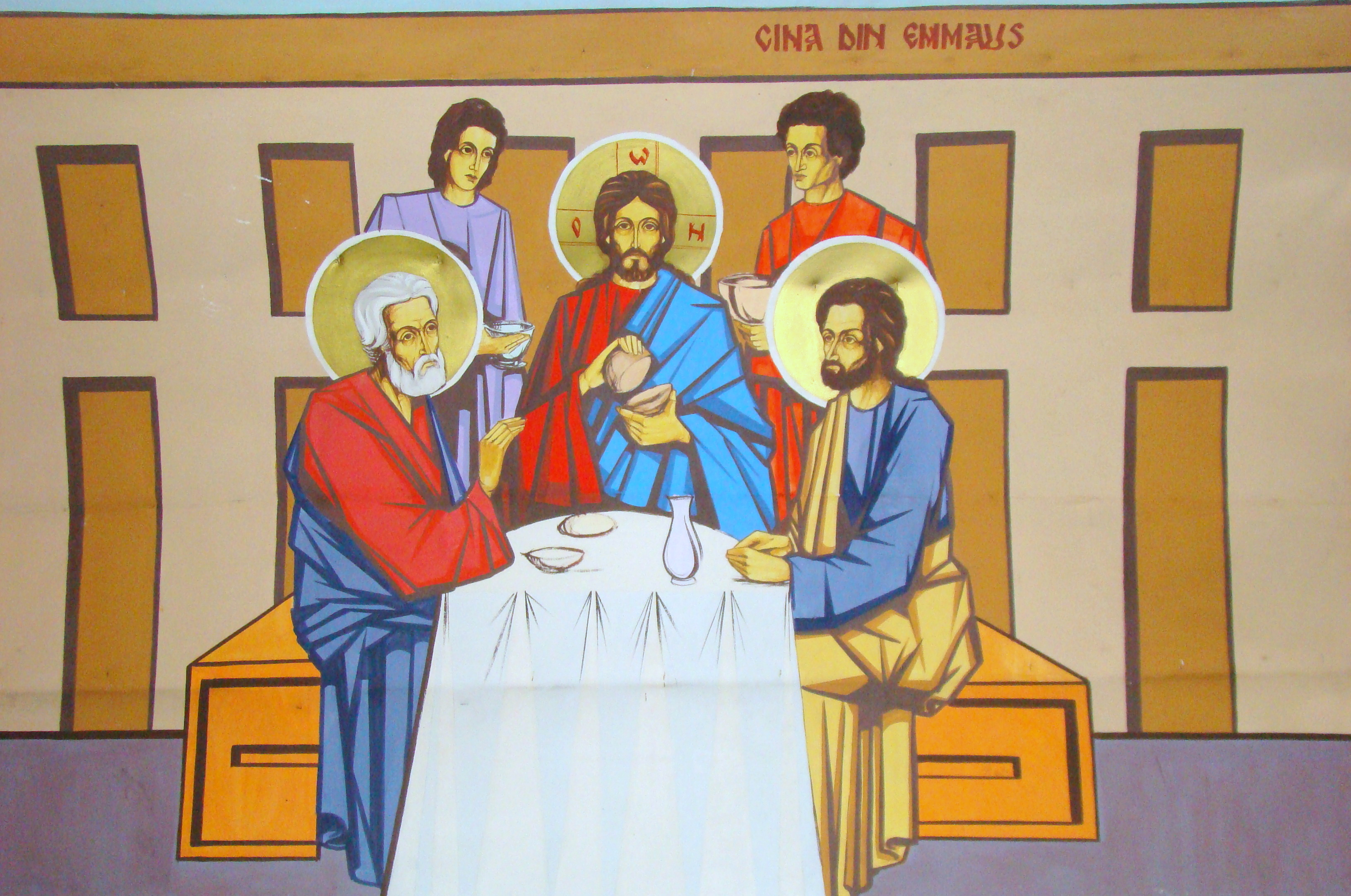
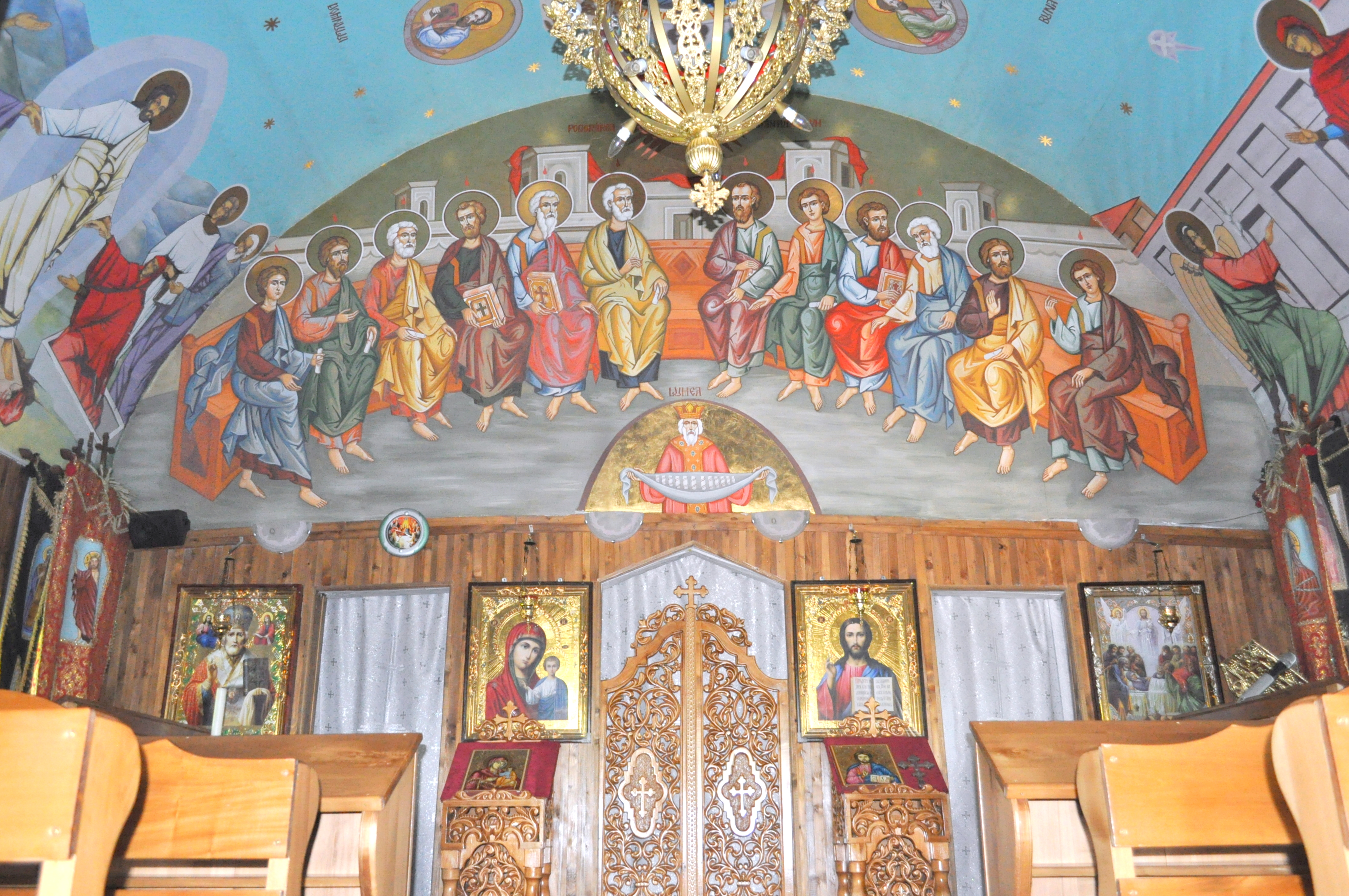
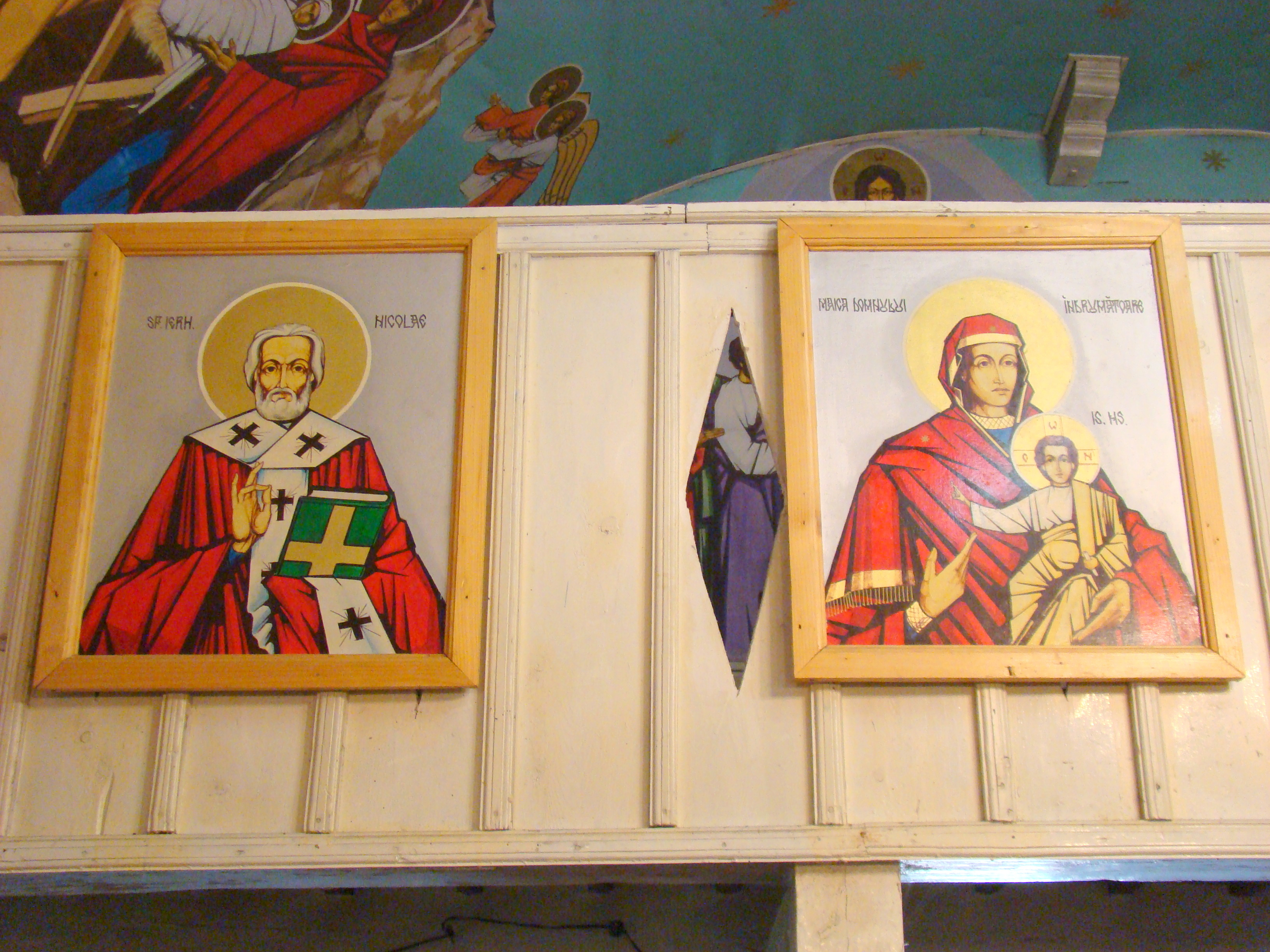
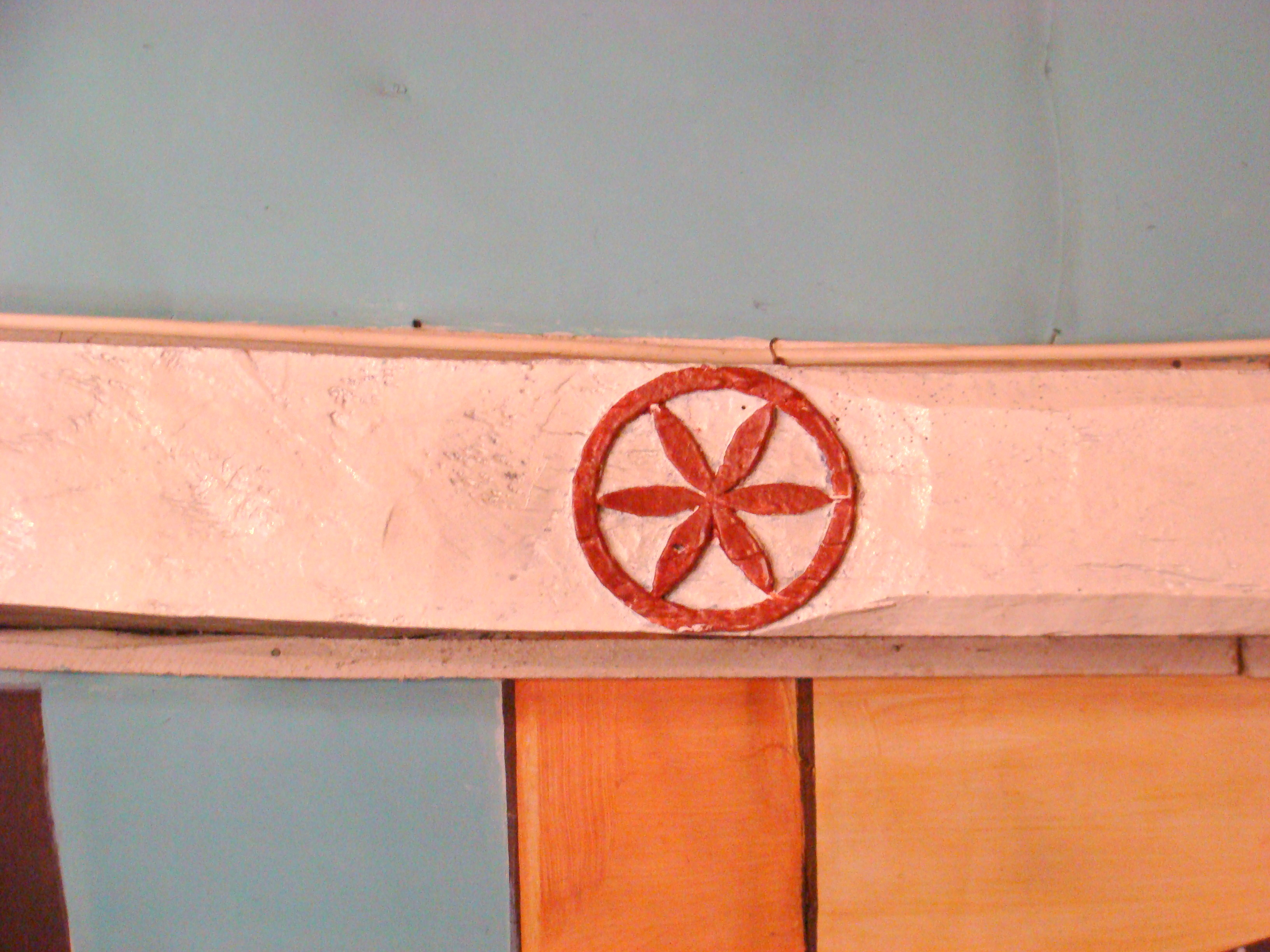
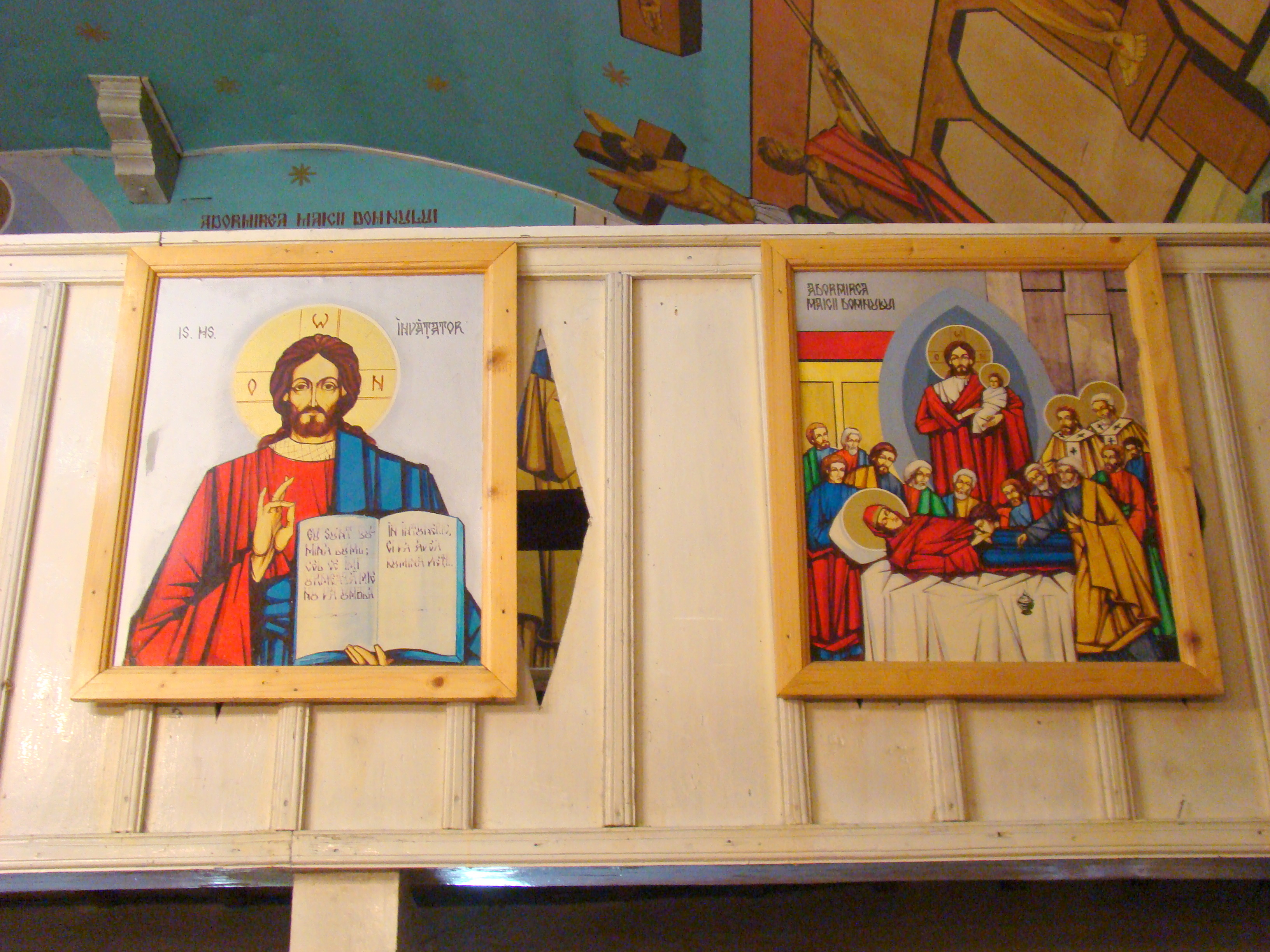
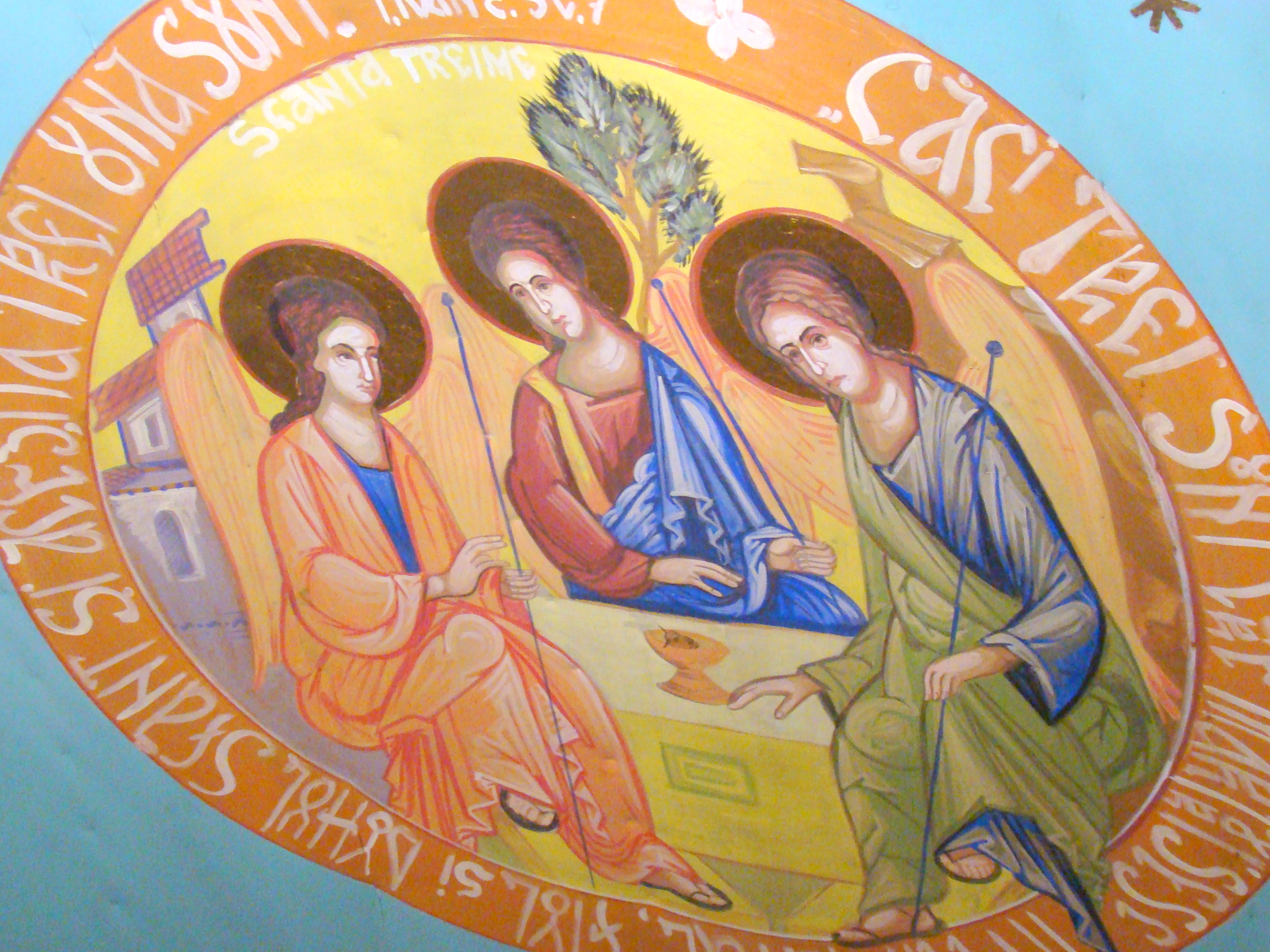